# Ókori római építészet
Az ókori római építészet az etruszk és görög építészet elemeit vette át, de eltért azoktól és új építészeti stílussá vált. Az építészet virágzott a római köztársaságban és még nagyobb mértékben a császári birodalom ideje alatt. Új anyagokat használtak, különösen az ún. római betont és újabb technológiákat, például a boltívet és a kupolát. Építményeik nagy számban maradtak ránk és néha még ma is használatban vannak.

## Történet
A Róma alapítása (753) előtti Itália kultúrája is különböző civilizációkból jött létre. Ez ősi kor emlékei elvesztek, s csak a Kr. e. VIII. században bevándorolt etruszkok művészete hagyott hátra szórványos emlékeket. Róma lakossága latinokból, szabínokból és etruszkokból állt; ezek közül az etruszkok kultúrája volt a legmagasabb s így természetes, hogy Róma műveltsége a királyság korában (753—510), sőt a köztársaság alatt is jó ideig teljesen etruszk jellegű volt.

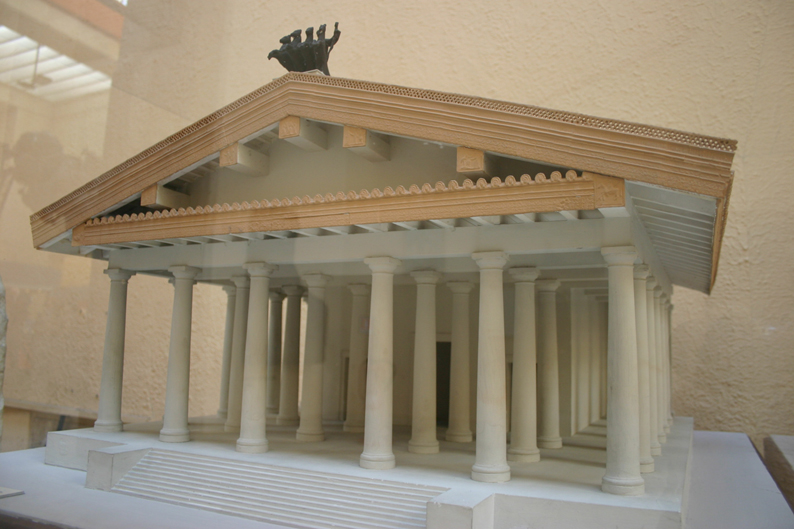
Iuppiter templomának rekonstrukciója

A legelső monumentális római épület a római capitoliumi Iuppiter-templom, még etruszk alkotás; jellemző rá a négyzetes alaprajz, homlokzati részén nyitott előcsarnokkal, lábazatos, ún. toszkán oszlopokkal, a templom hátsó részében hármas fülkével, a három főisten számára.
Az etruszk, majd görög hatás nyomán fejlődött kora köztársasági építészet  első jellegzetesen római alkotása csak Kr. e. 300 körül, Appius Claudius cenzornak, a Via Appia, a Rómától kiinduló műút építőjének idején kezd kibontakozni. Ekkor a rómaiak technikai tudása már magas fokon állt, amit főképp hídjaik és vízvezetékeik bizonyítanak. Kr. e. 144-ben megkezdődött az első nagyméretű vízvezeték (aquaeductus) építése.

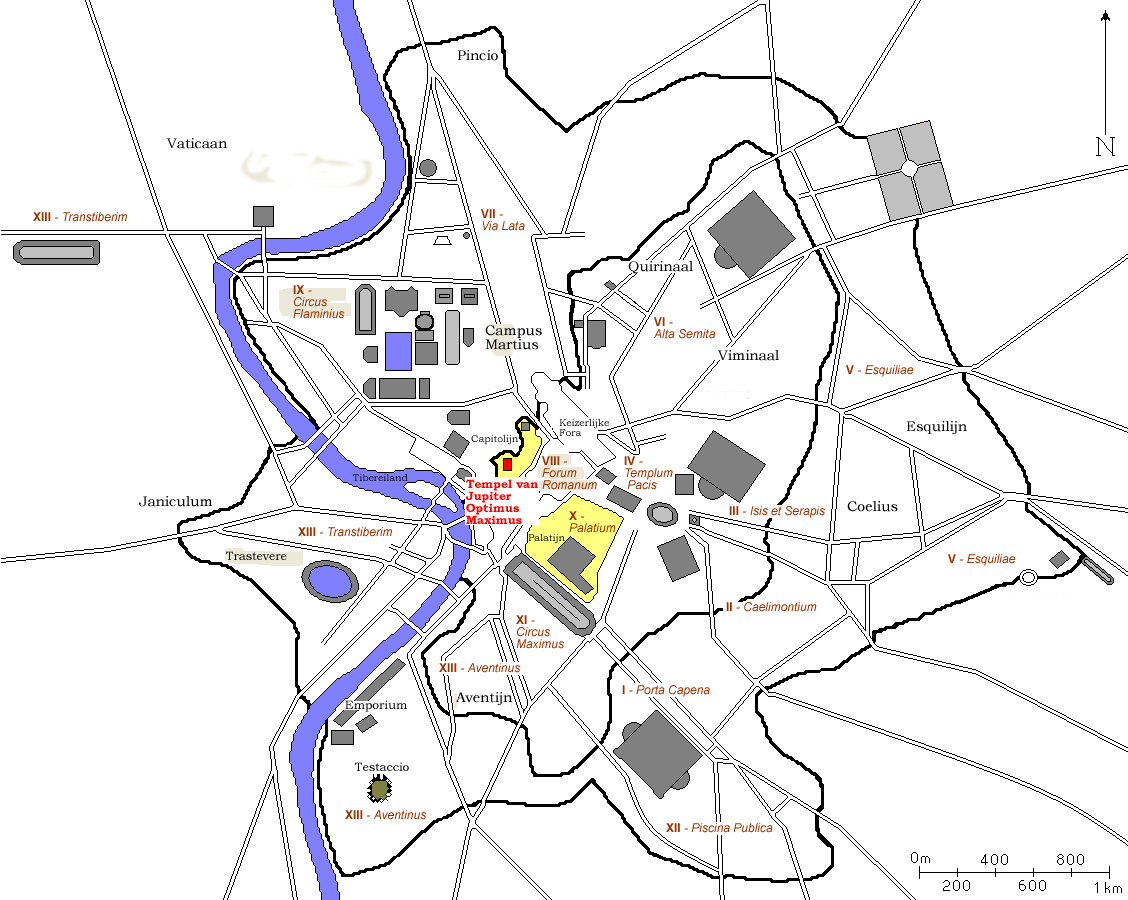
Az ókori Róma Iuppiter templomával (piros)

Templomaik már dél-itáliai görög minták után indulnak, s az etruszk templom négyzetes alakja helyett a hosszúkás görög alaprajzot veszik fel, a dekoratív formák is a görög formanyelvre támaszkodnak (Scipio Barbatus vatikáni szarkofágja).
A Kr. e. II. században a tufa az uralkodó építőanyag, s a tufa-stílus Rómától Pompeiin át Szicíliáig terjed. Az emlékeken a görög építészetnek mindhárom rendszere előfordul: a dór Coriban, az ión Pompeiiben, a korinthusi, lágy akanthusaival, Tivoliban.
Pompeii egyébként nagyszerű példája a hellenizált itáliai városnak.
A Kr. e. II. sz.-ig jelentéktelen vidéki város volt s csak a század közepétől indult nagyobb arányú fejlődésnek. Az addigi építőanyagnak, a mészkőnek helyét a tufa foglalja el, a házak szebbek és nagyobbak lesznek, a főtereket oszlopos csarnokok fogják körül. A város jellege tisztára hellenisztikussá válik, amit a lakóház típusának megváltozása is bizonyít: az oszlop nélküli átrium helyére a négy oszlopos lép, sőt megjelenik a sokoszlopos „korinthoszi“ átrium is, amely már a görög peristylium rokona.
A gazdagabb lakóházaknak két átriumuk is van, sőt egy vagy két perystiliumuk is, amelyek közül a második kert jellegű. Az átrium és az első perystylium köré csoportosított helyiségek közül a hall-szerű tablinum, a hálószobák és az ebédlők voltak fontosak; minden évszaknak külön ebédlője volt.
Legszebb példája a teljesen kifejlődött hellenisztikus lakóháztípusnak Pompeii-ben a Casa del Fauno , pompás falfestményeivel, s Nagy Sándor híres csatájának mozaikjával, amely egykor a két peristylium közötti exedra padlóját díszítette. Tipikus, de szerényebb példák a Vettiusok háza, amelynek viszont falfestményei voltak a legszebbek, Sallustius, az „ezüstlakodalom“, Epidius Rufus a „tragikus költő“ háza (Casa di Epidio Rufo), ez utóbbi szintén pompás falfestményekkel.

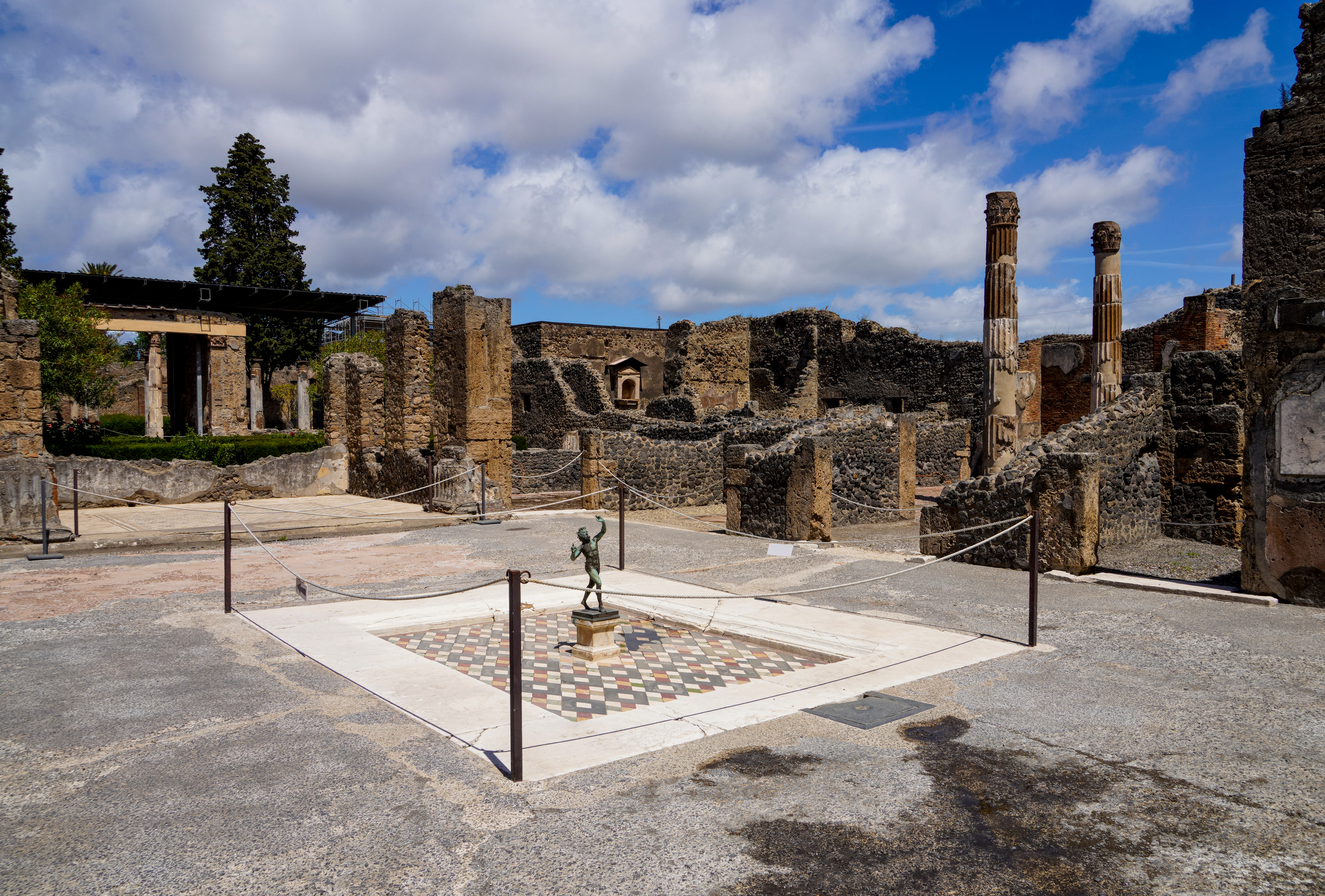
Casa del Fauno romjai
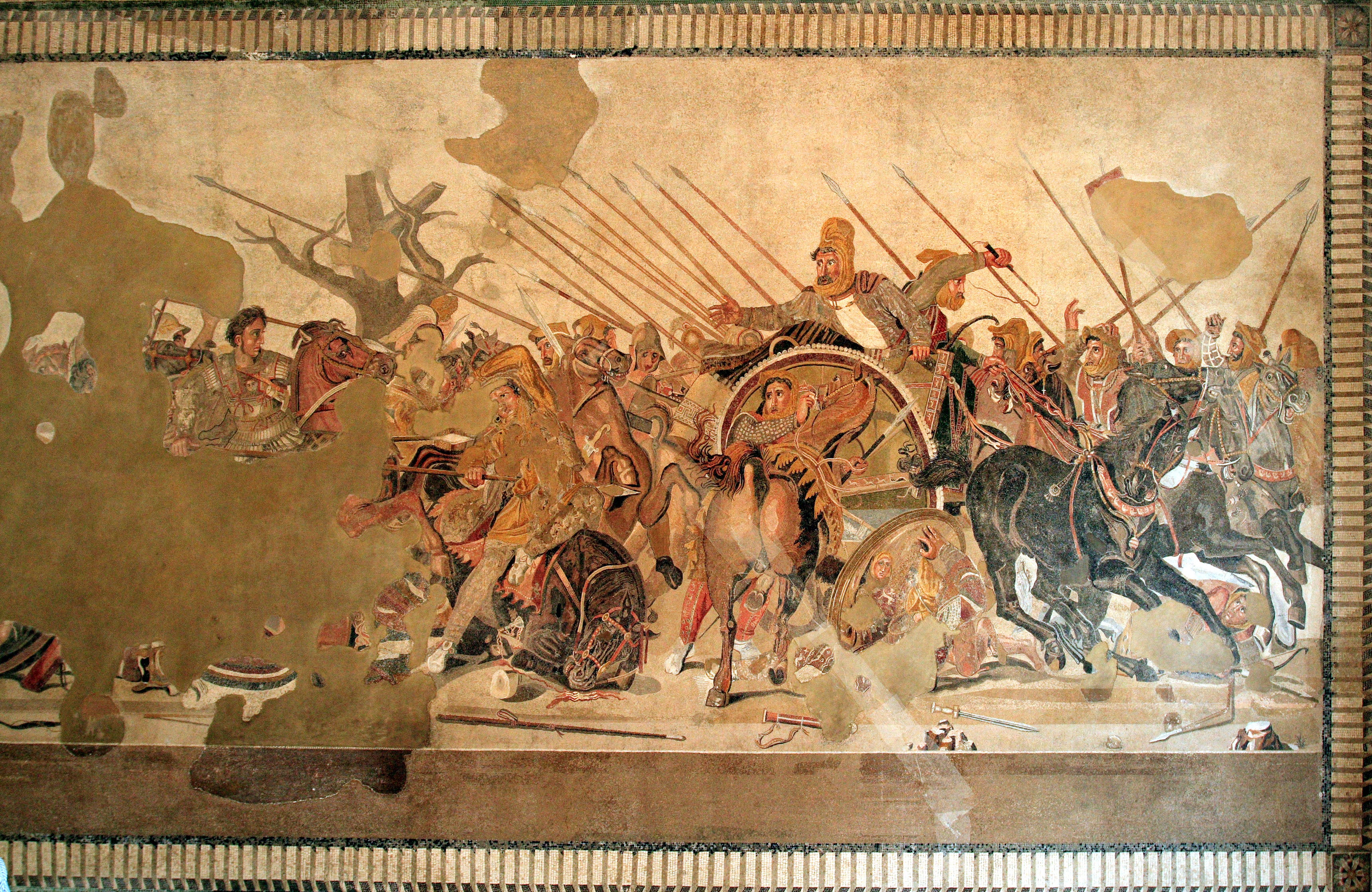
Nagy Sándor csatájának mozaikja, Casa del Fauno
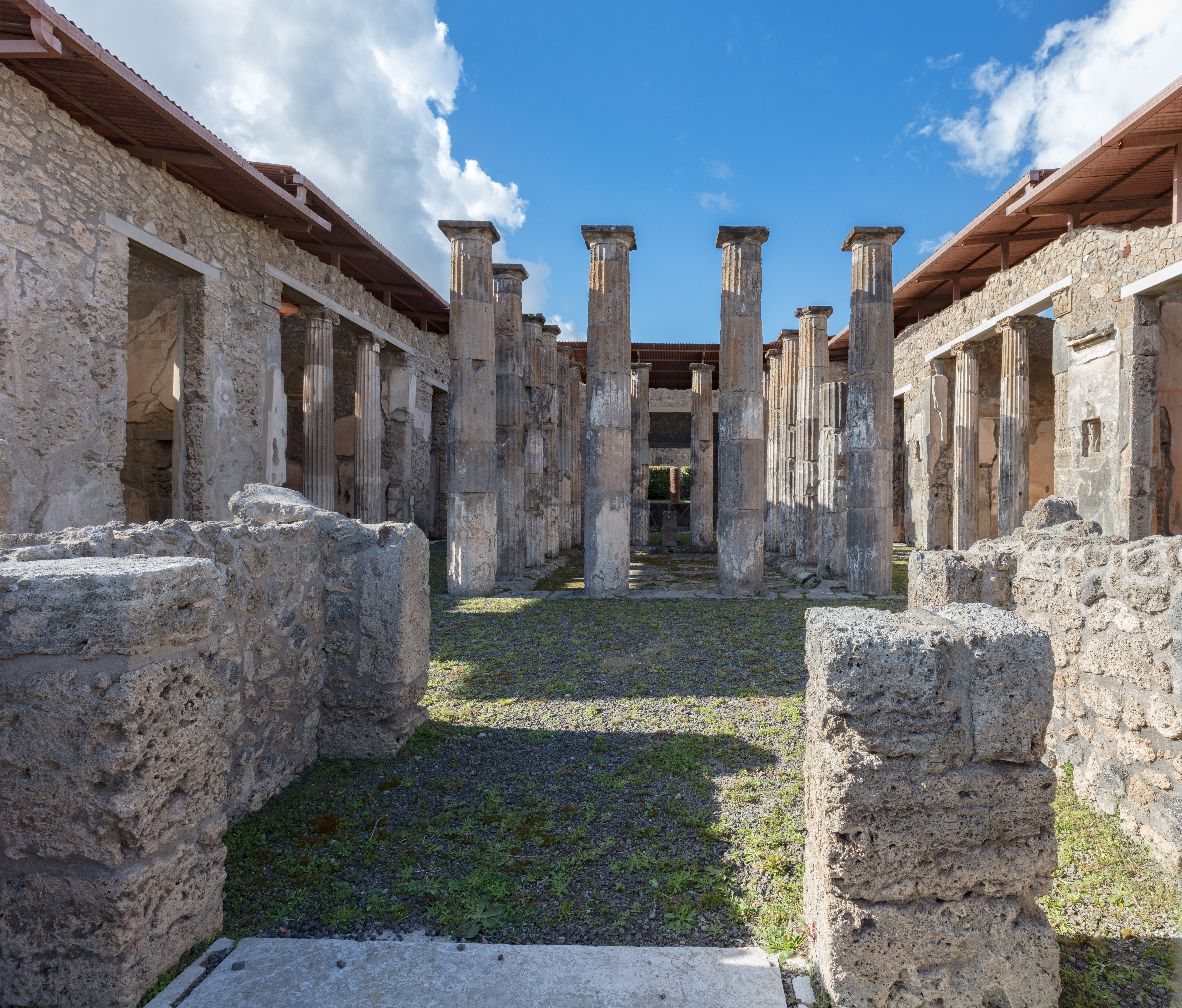
Casa di Epidio Rufo átriuma
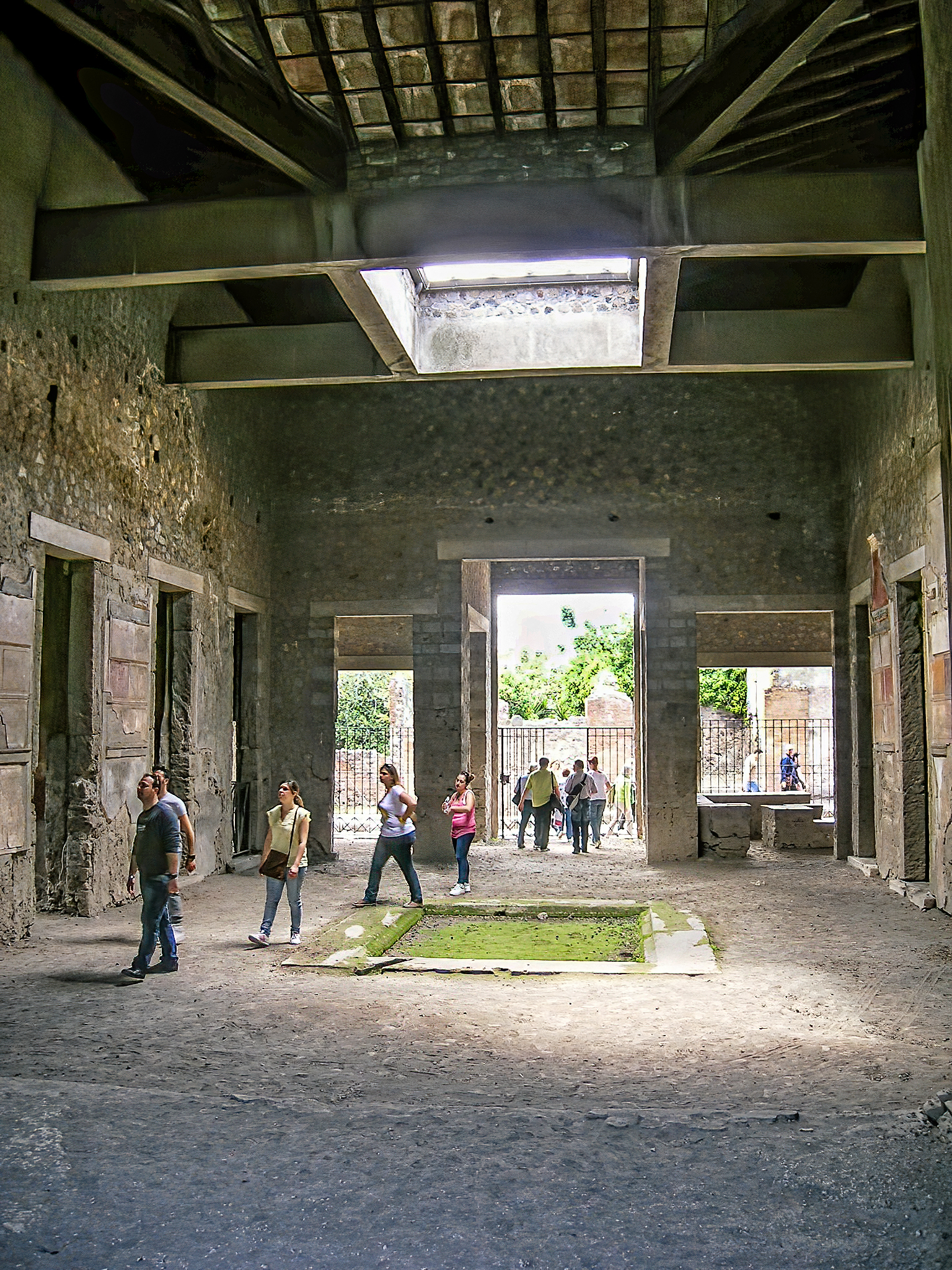
Casa di Sallustio
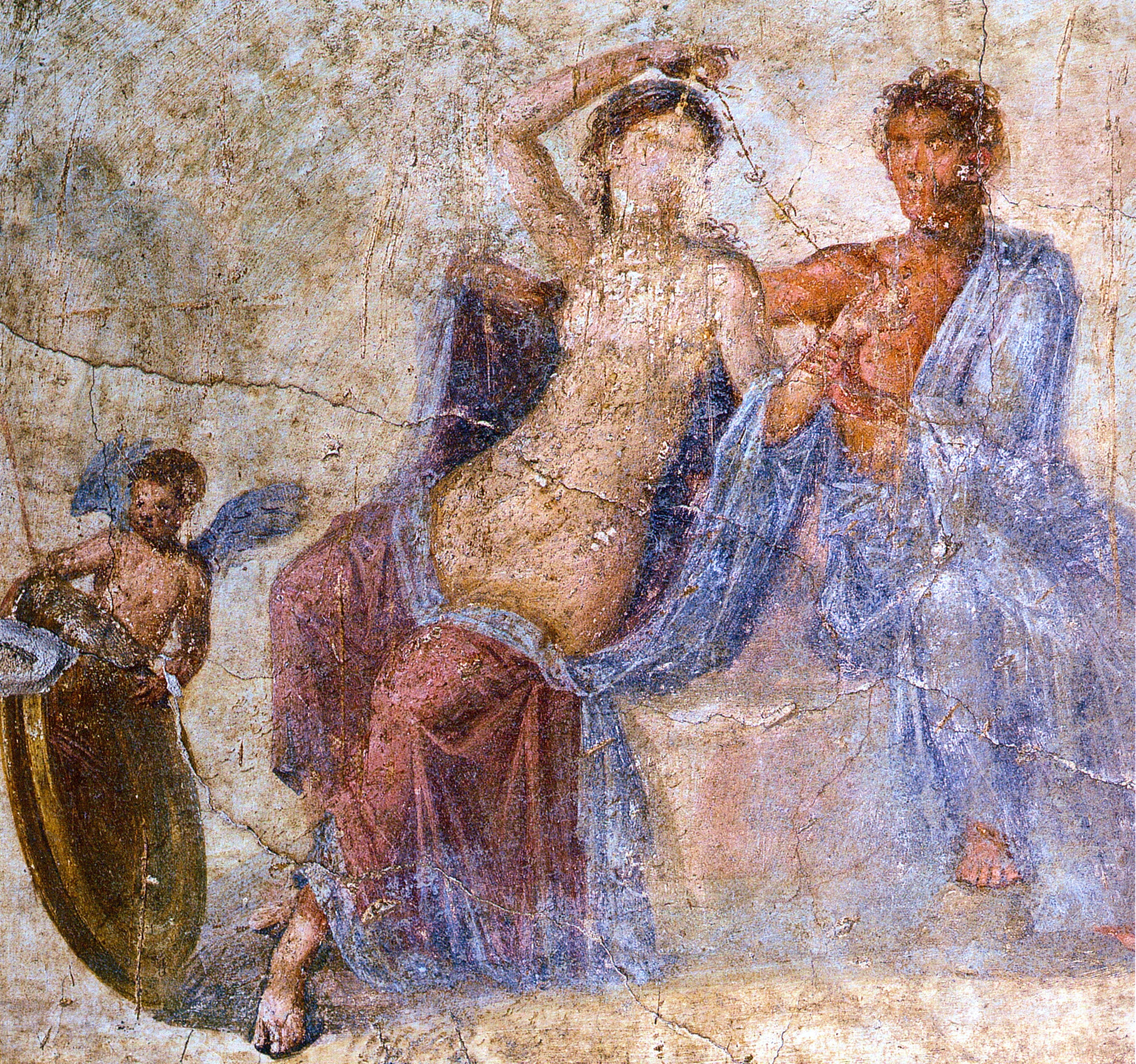
Falfestmény, Casa di Sallustio
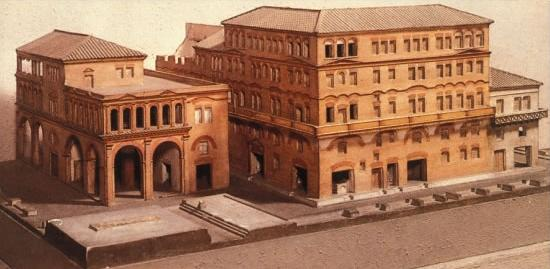
Egy insula rekonstrukciója, Ostia

Teljesen hellenisztikus építésűek a nagy nyilvános épületek is, elsősorban a fórum köré csoportosulók: a Jupiter- és Apolló-templomok, a bazilika, a vásárcsarnokok és a városi hivatalok, s hasonló görögjellegű a többi középület, a fórumtól távolabb eső templomok, színházak és fürdők. Pompeiit Stabiae-val és Herculaneummal együtt Kr. u. 79-ben a Vezúv kitörése pusztította el, amely hamu- és kőtömegeivel eltemette a három virágzó várost. 

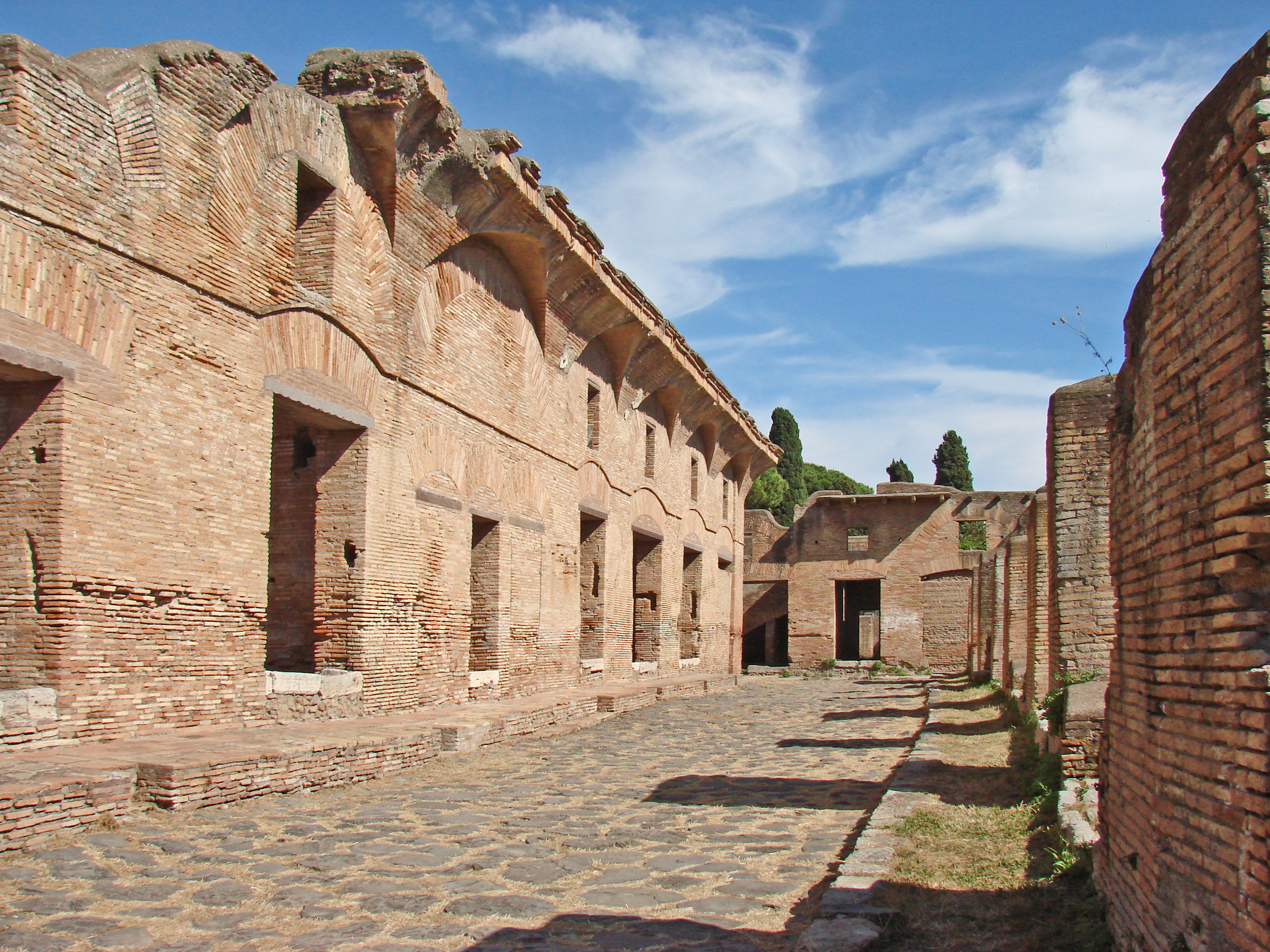
Ostia Antica egy utcája

Ugyancsak kitűnő példája a vidéki római városnak Ostia, amelynek a 20. századi feltárása nagyszerű eredményeket hozott. Ostia az ókorban Róma kereskedő- és kikötővárosa volt, melynek legrégibb részei a Kr. e. IV. század második feléből valók; építőanyag a tufa volt, amelyet később a tégla váltott fel. Ostiában nagyszabású városi építészet fejlődött ki, zárt sorokban épült, három-négyemeletes, balkonos házakkal és hatalmas raktárépületekkel.
A köztársaság utolsó századából származik a Lutatius Catulus által építtetett római Tabularium, melynek 71 m hosszú, kockakövekből épült alapzata a mai napig fennmaradt.
A köztársaság utolsó évtizedeiben erős fejlődést mutat Róma építészete. Megjelenik a római építészet egyik legjellemzőbb motívuma, a féloszlopok közötti boltíves nyílás, amely sorozatos előfordulása esetén egyike a leghatásosabb és legfejlődésképesebb architektonikus szisztémáknak, s a reneszánsz építészetének is egyik legfontosabb elemévé lett. Ha több ilyen oszlopos-boltíves emelet van egymás fölött, úgy a földszinti oszloprend dór, a középső ión, a legfelső korinthoszi. Teljesen kifejlődnek a római oszloprendek, a görög dór eltűnik s helyét az etruszkból származó toszkán és római dór foglalják el; az ión és korinthoszi, bár módosításokkal, továbbra is megmaradnak.

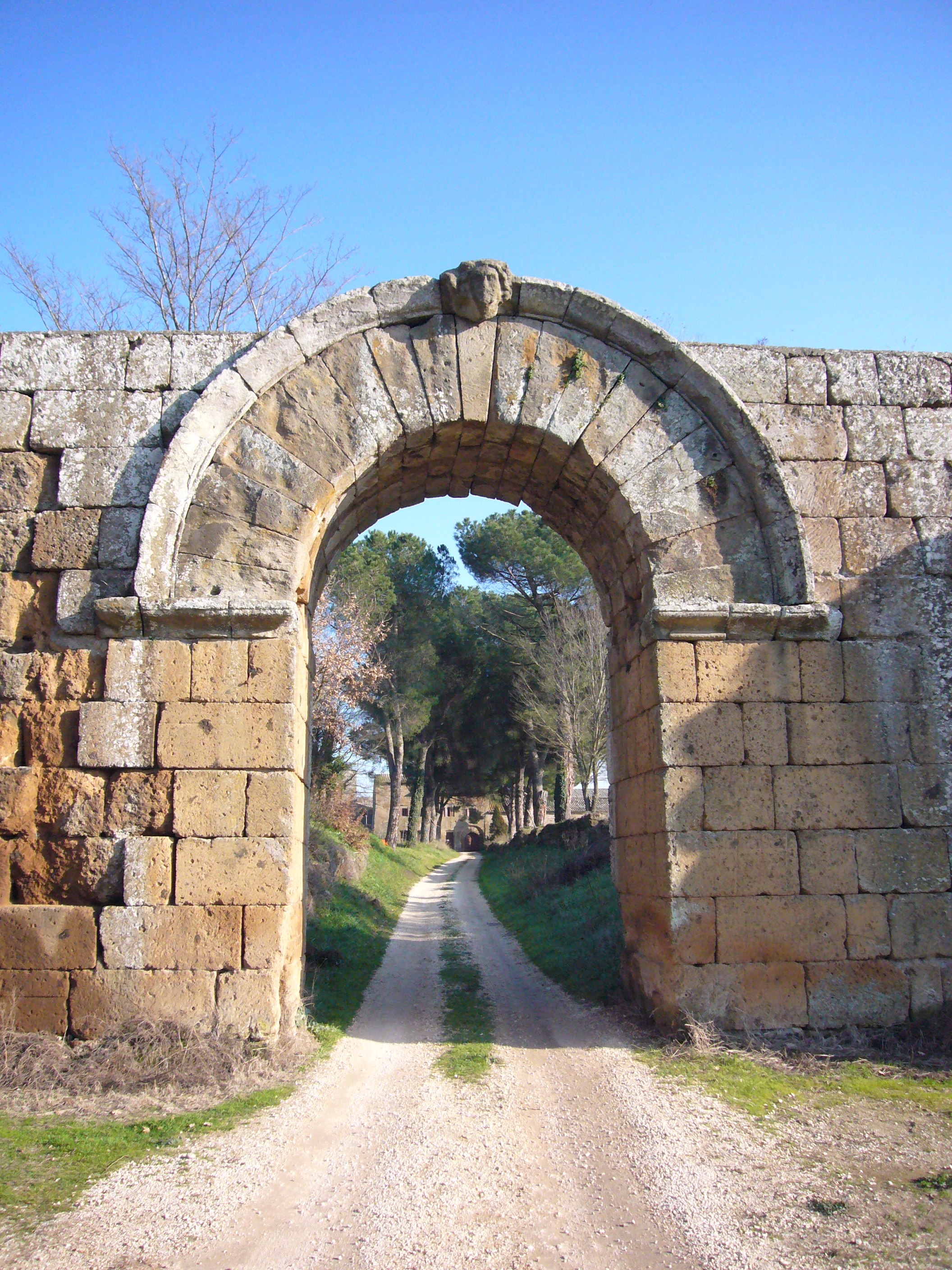
A Jupiter-kapu Falerii Noviban ( i.e. 300 körül)
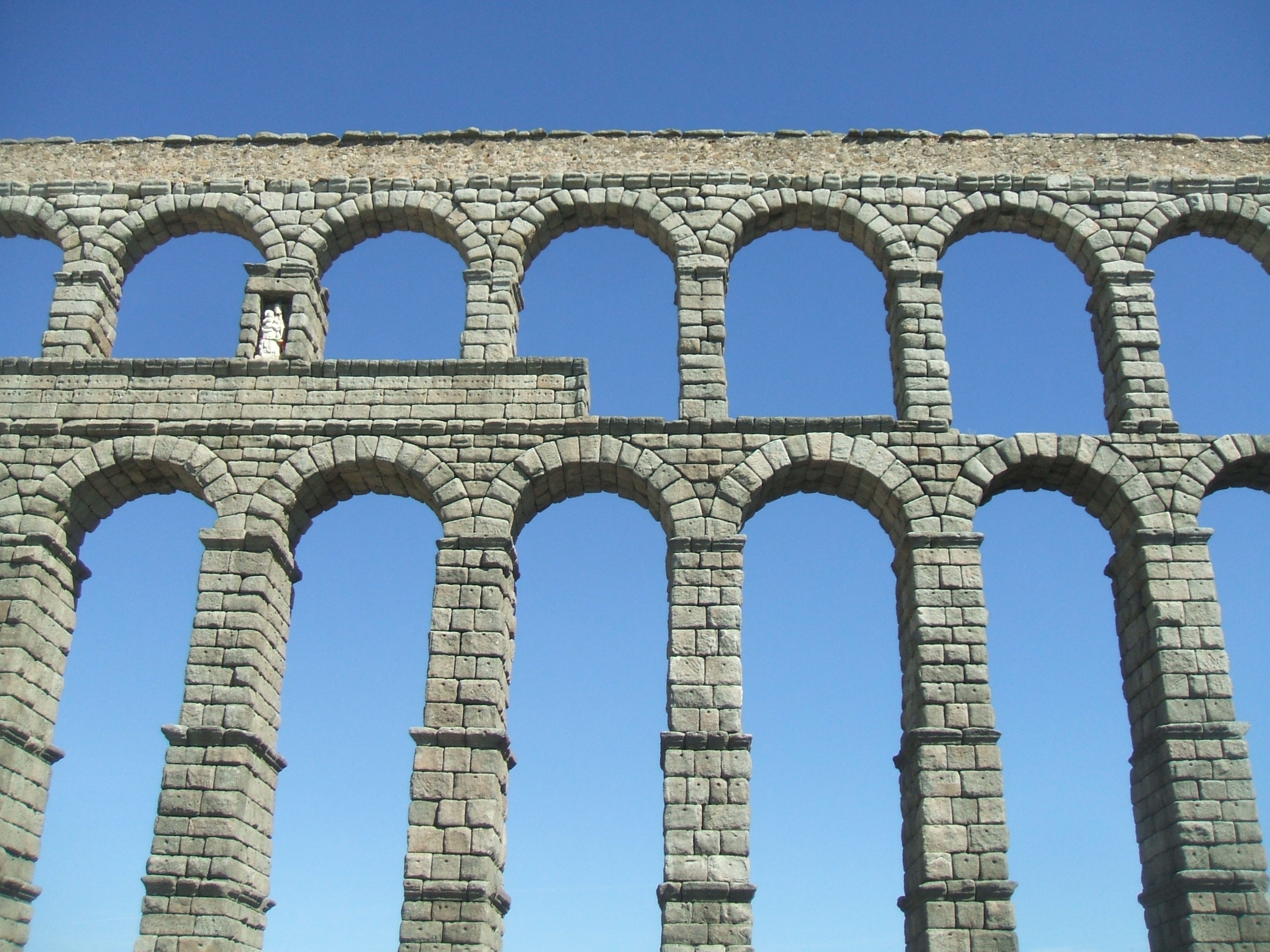
Segovia-vízvezeték ívei
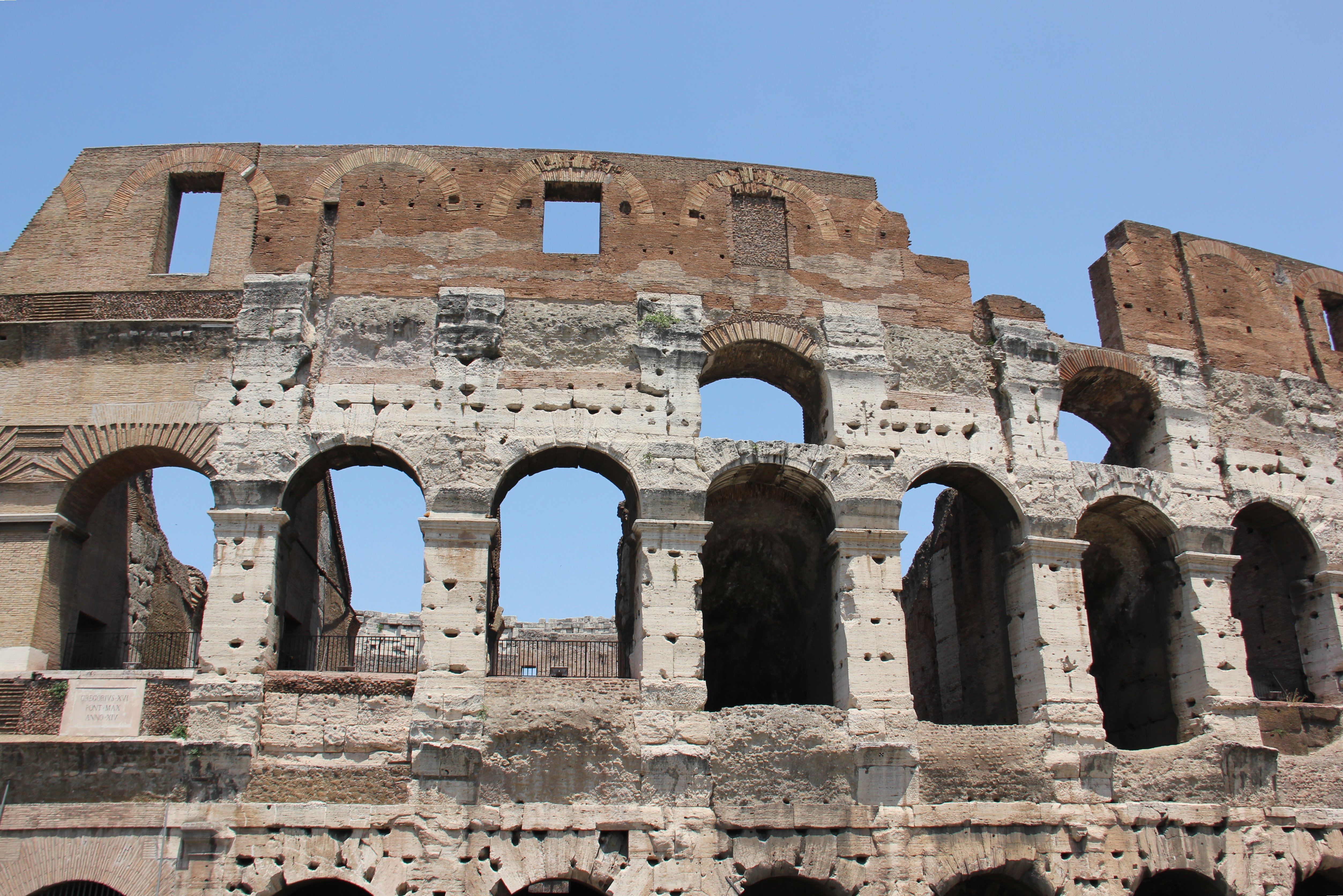
A Colosseum ívei
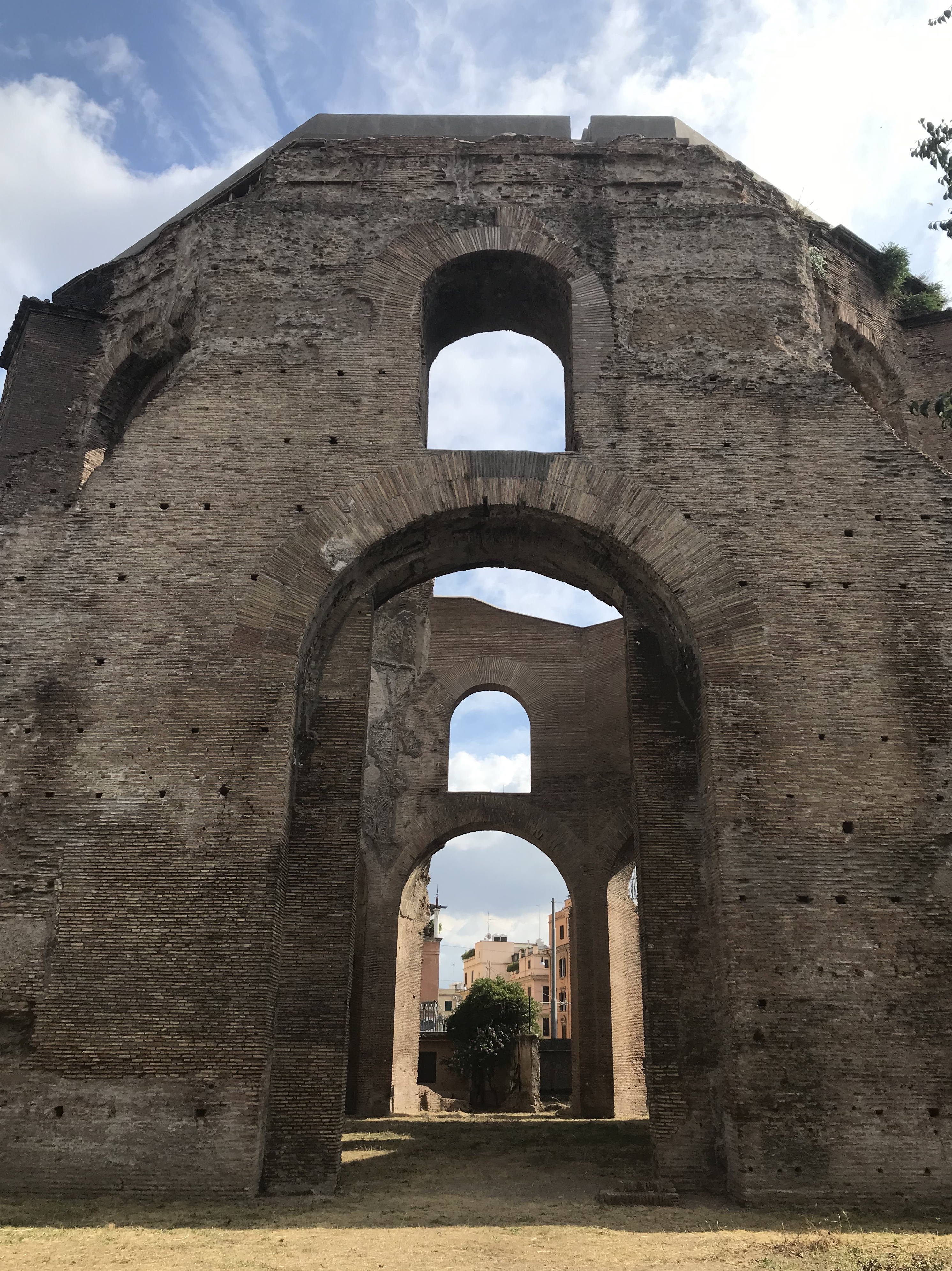
"Minerva Medica temploma", Róma
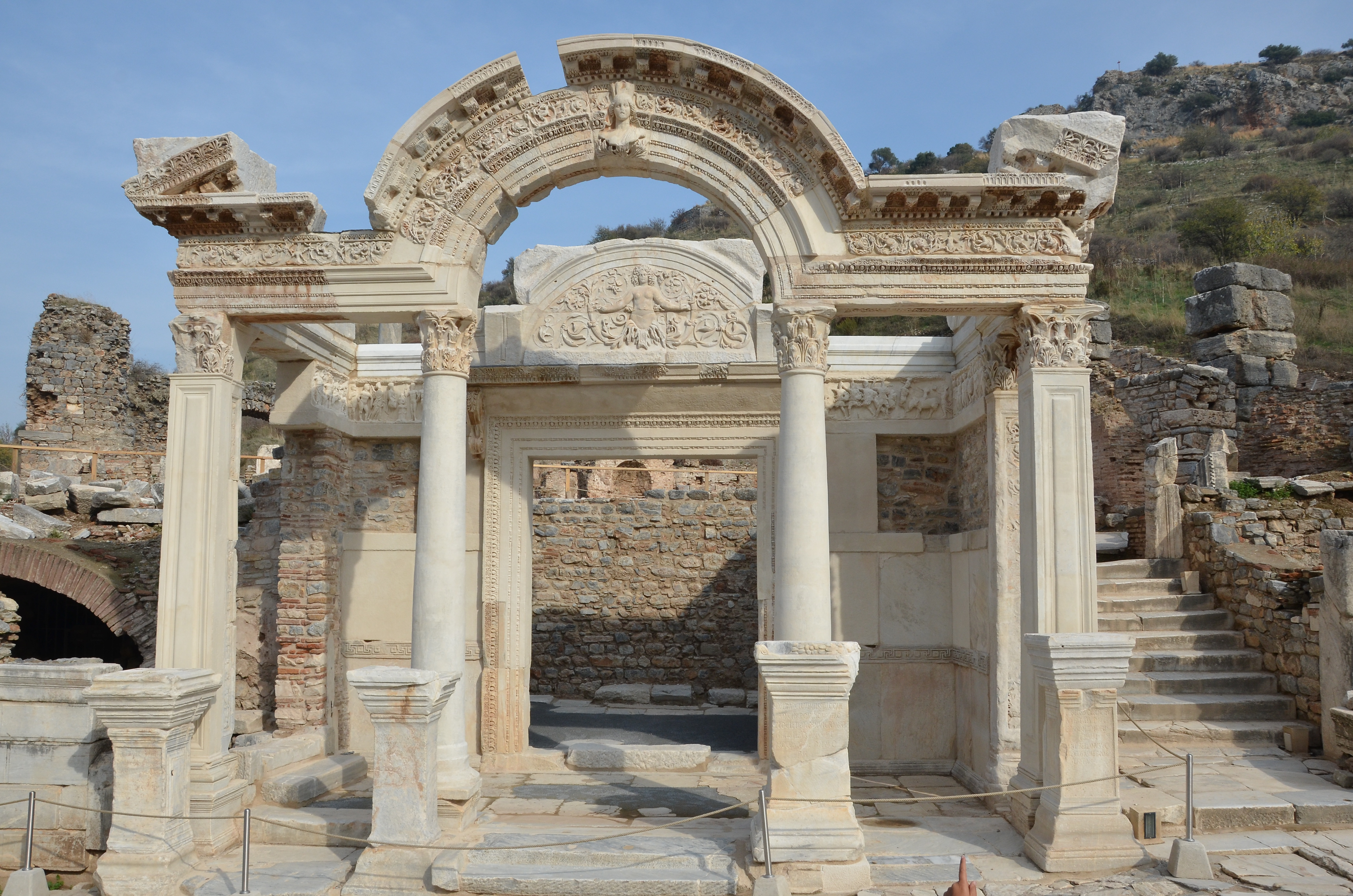
Hadrianus templomának maradványa Epheszoszban
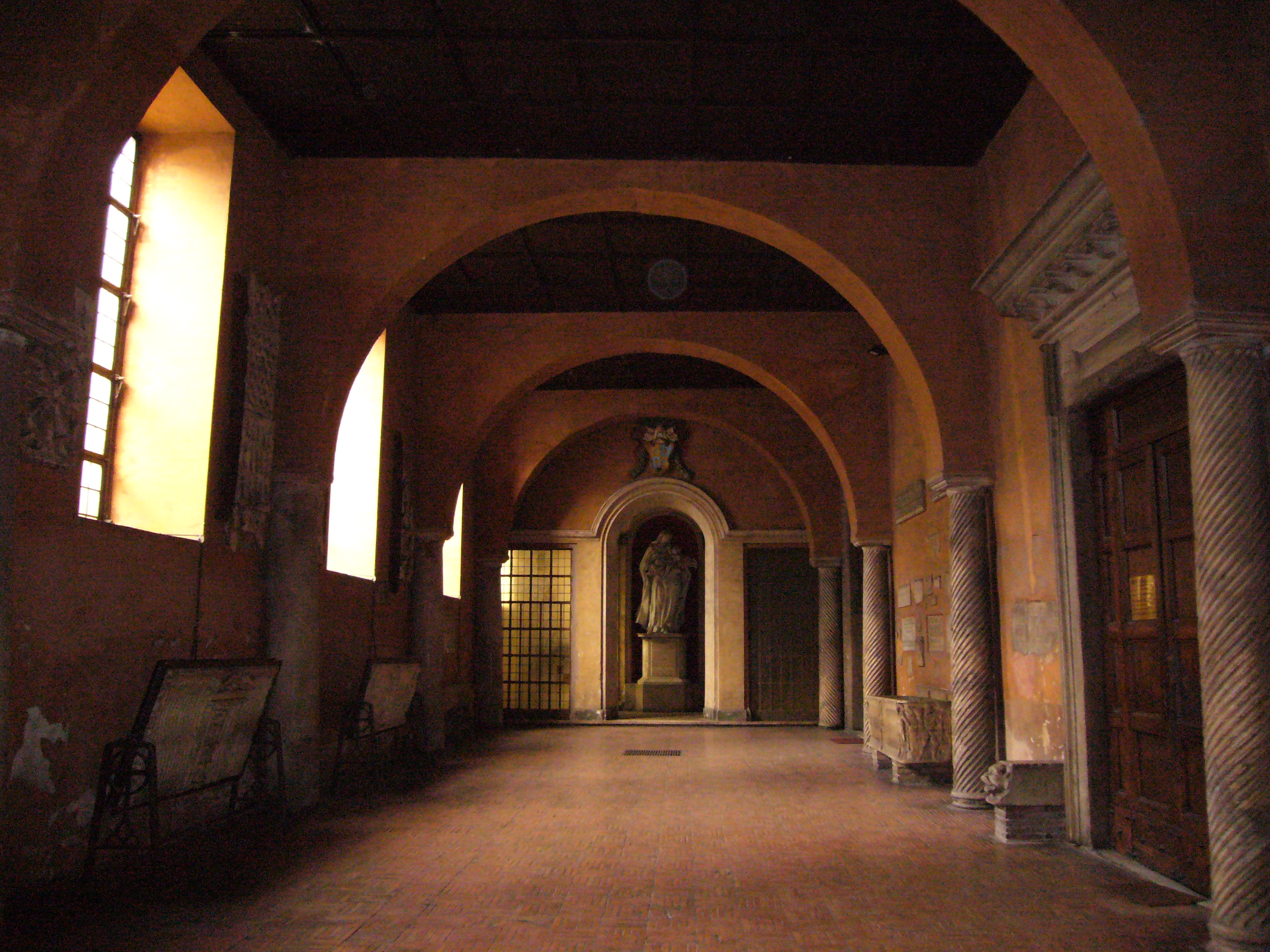
A Santa Sabina narthexe, Róma

Augustus császár korába, a Krisztus születése körüli évekbe esik a római építészet első fénykora. Augustus minden erejével fellendíti az építkezést, s Rómából a pompás és nagyszerű márványépületek városát akarja megteremteni. Restauráltatja a régi templomokat s tömegesen emeltet újakat; magának a Palatínuson építtet palotát, s alatta épül ki a Forum Augusteum, Mars Ultor hatalmas templomával.

A Pont du Gard

A Mars-mezőn nagyszerű oszlopcsarnokok épülnek, s ugyanott állítják fel a reliefjeiről híres Ara Pacis Augustae-t, megépül a reneszánsz építészetére döntő fontosságú Marcellus-színház , s Agrippa megépítteti Pantheonját.
A mind gazdagabbá válóformanyelvre jellemző, hogy a korinthusi oszloprend jóformán teljesen kiszorítja a dórt és az iónt s általában az architektúra erősen tagozott és dekorált (Concordia-templom konszoloskoszorúpárkánya). Nemcsak a fővárosban, de a vidéken és a provinciákban is, főleg Galliában, sokat építenek: templomokat és diadalíveket, hidakat és technikai szempontból páratlan vízvezetékeket.

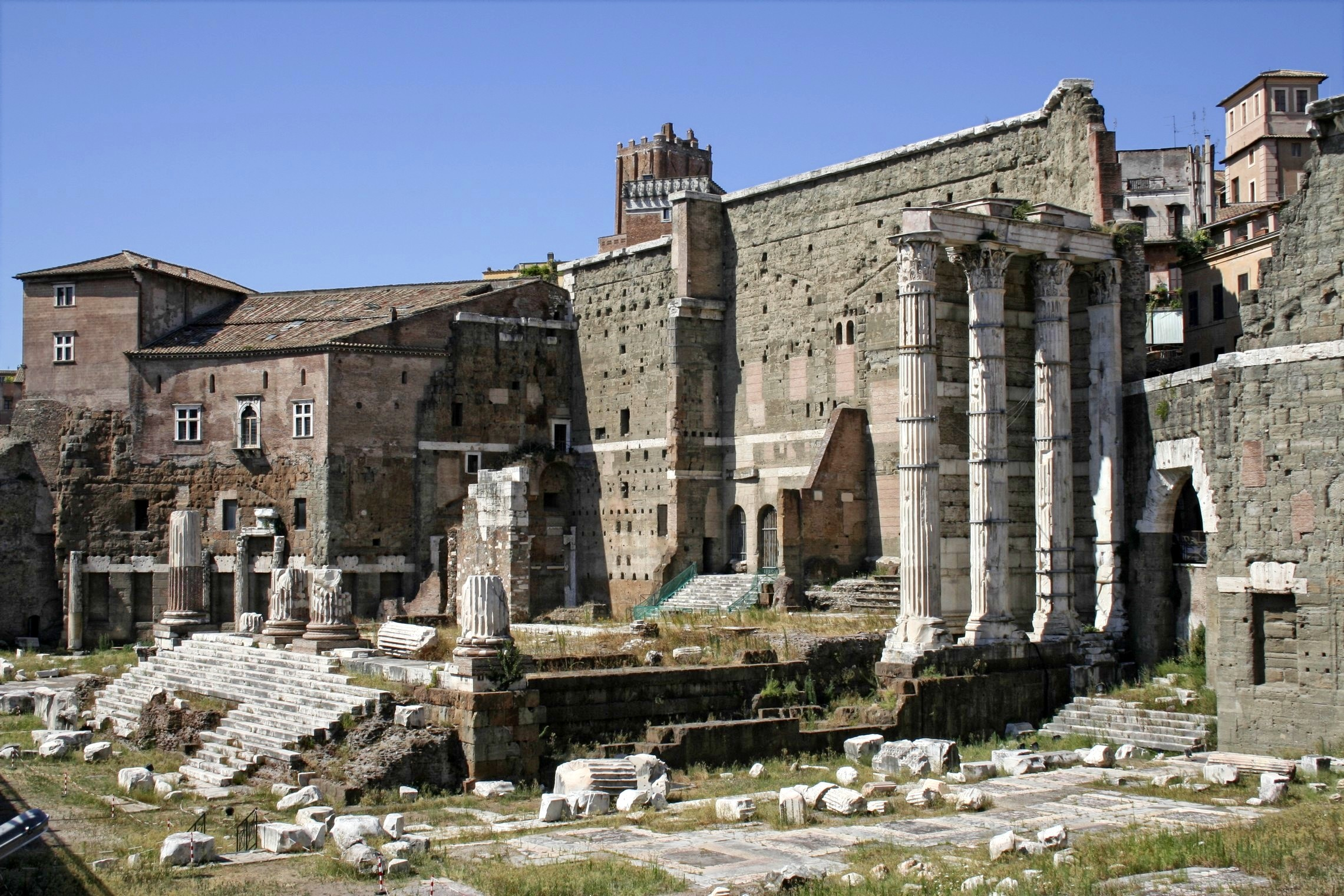
Augustus fóruma
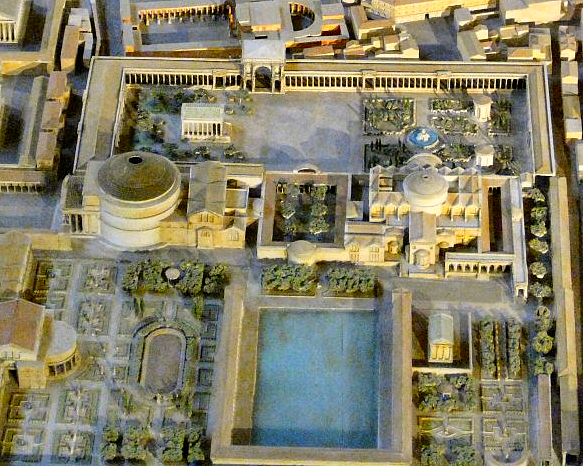
Agrippa termájának rekonstrukciója
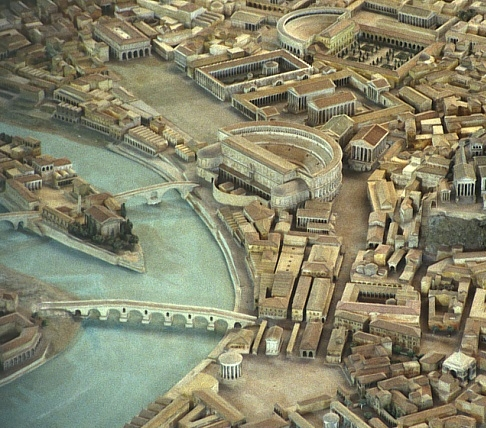
A Marcellus-színház és környékének rekonstrukciója
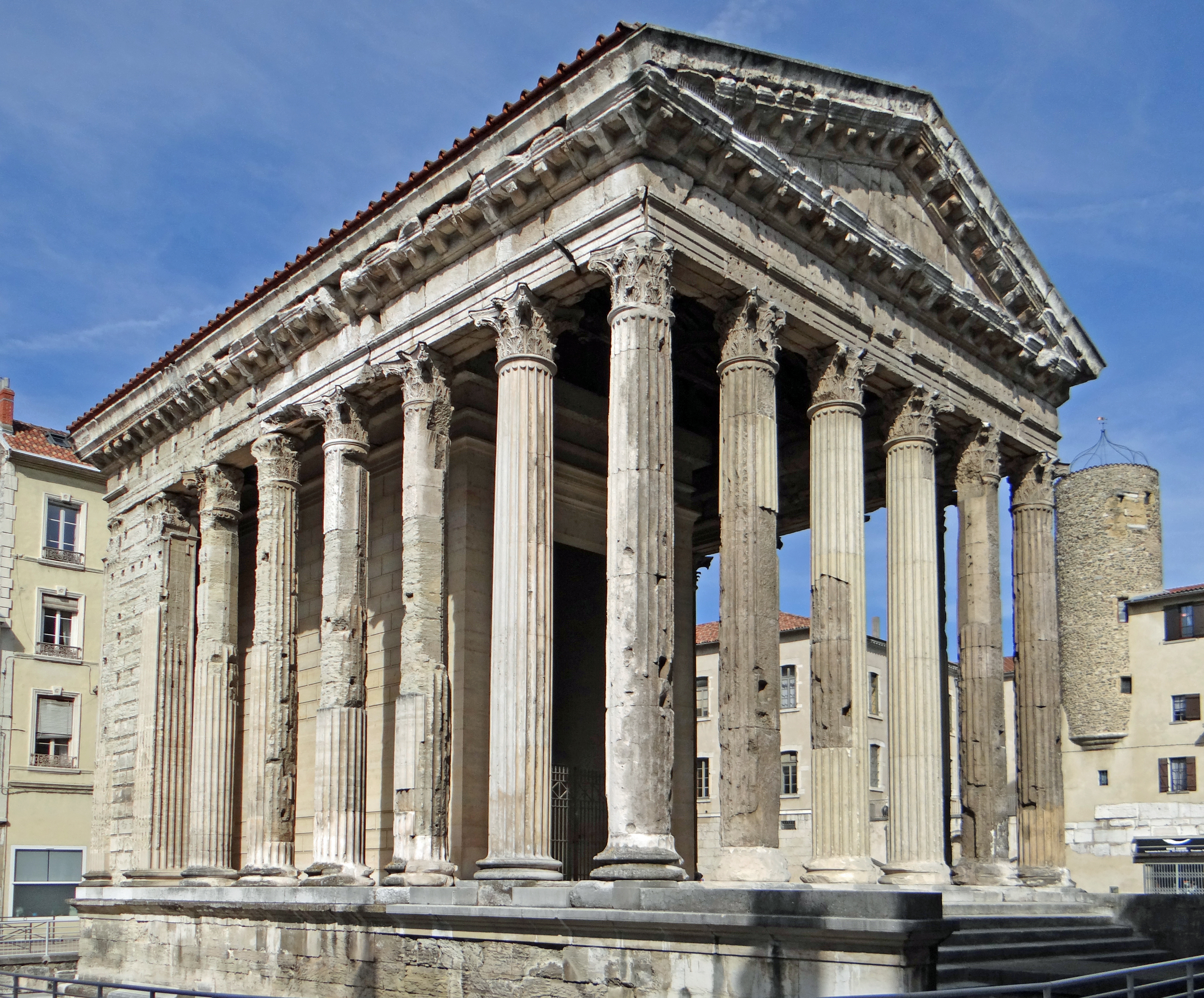
Augustus és Livia temploma Bécsben

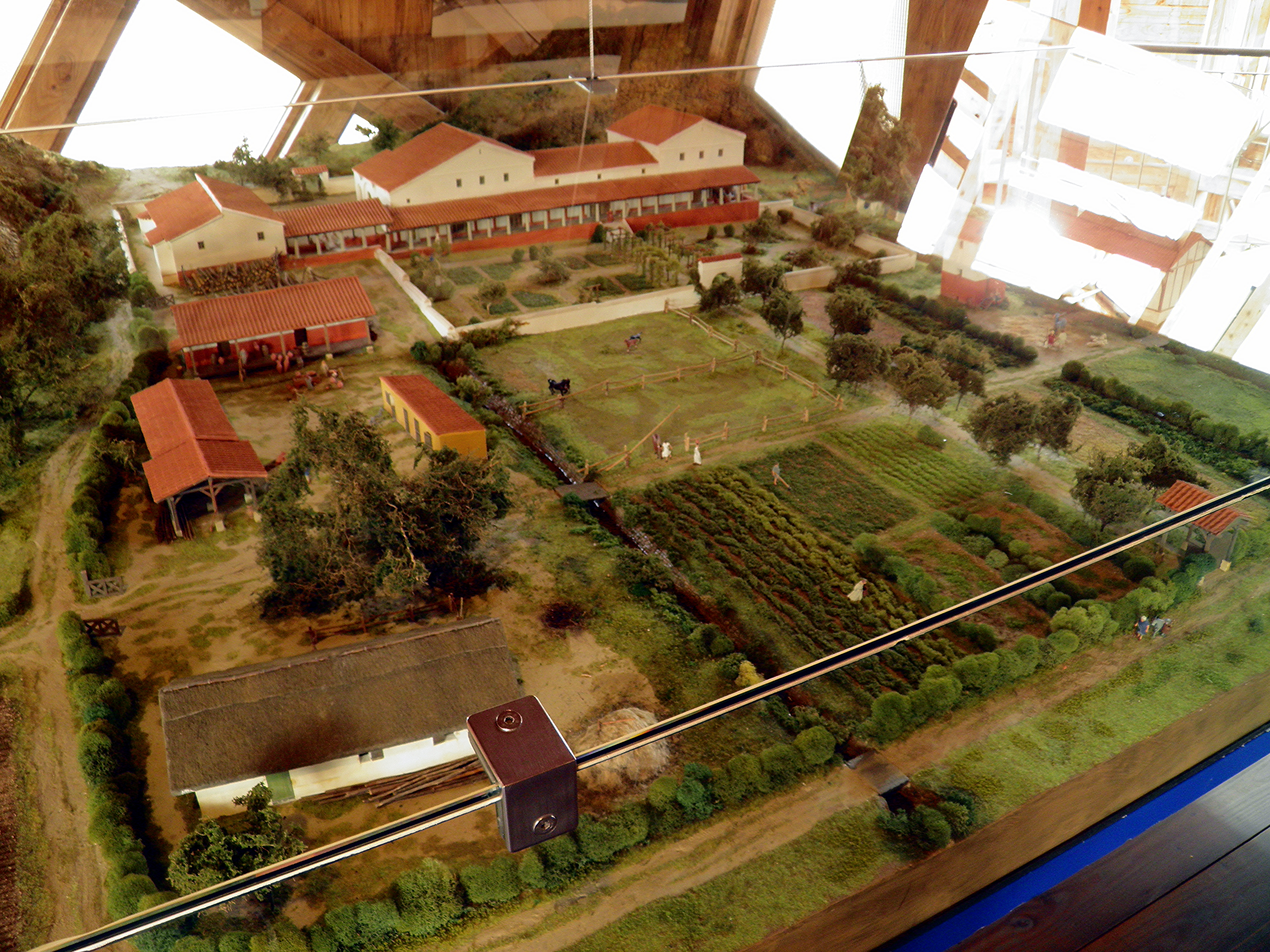
Egy római villa modellje
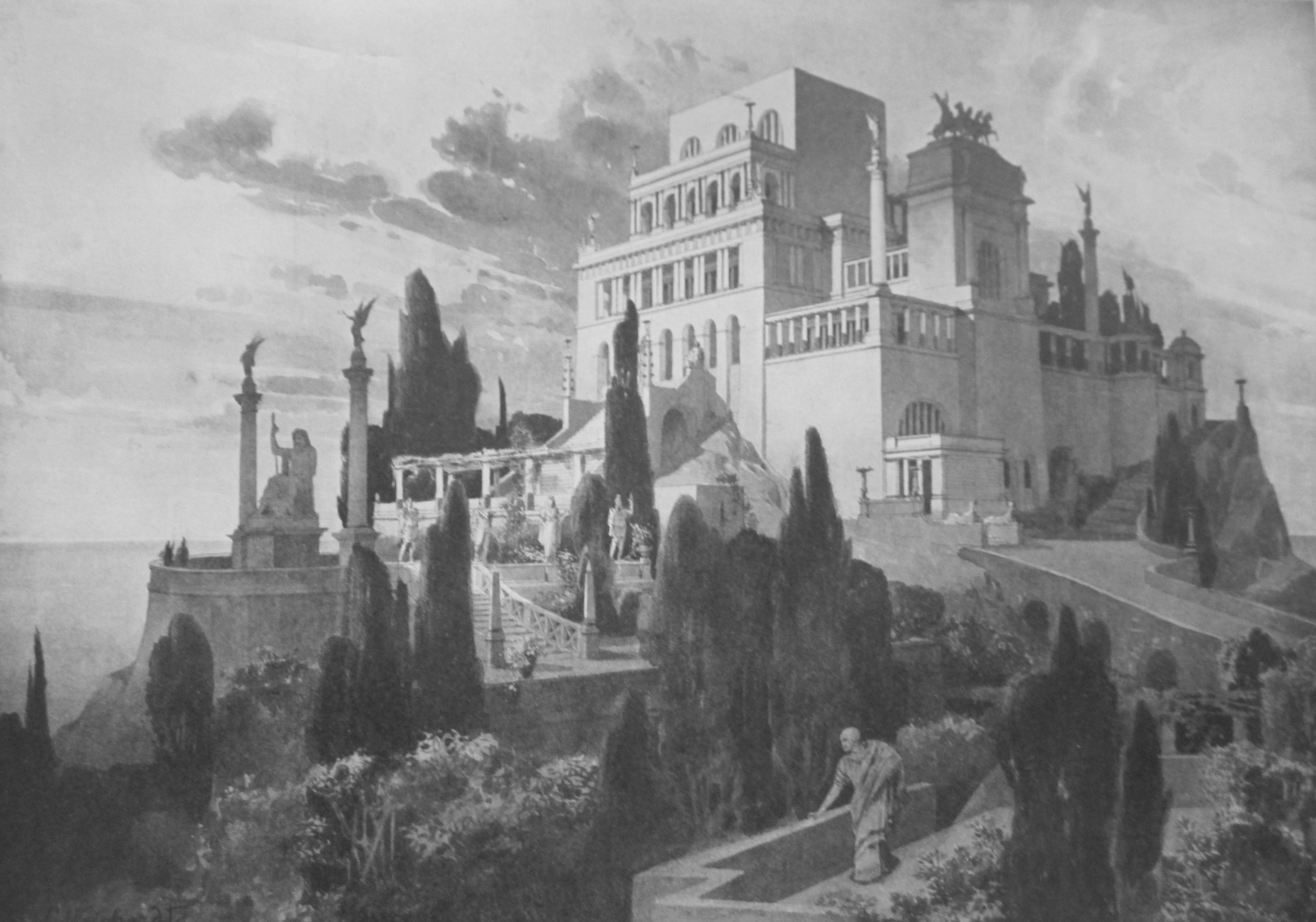
A Caprin fekvő Villa Jovis rekonstrukciós rajza
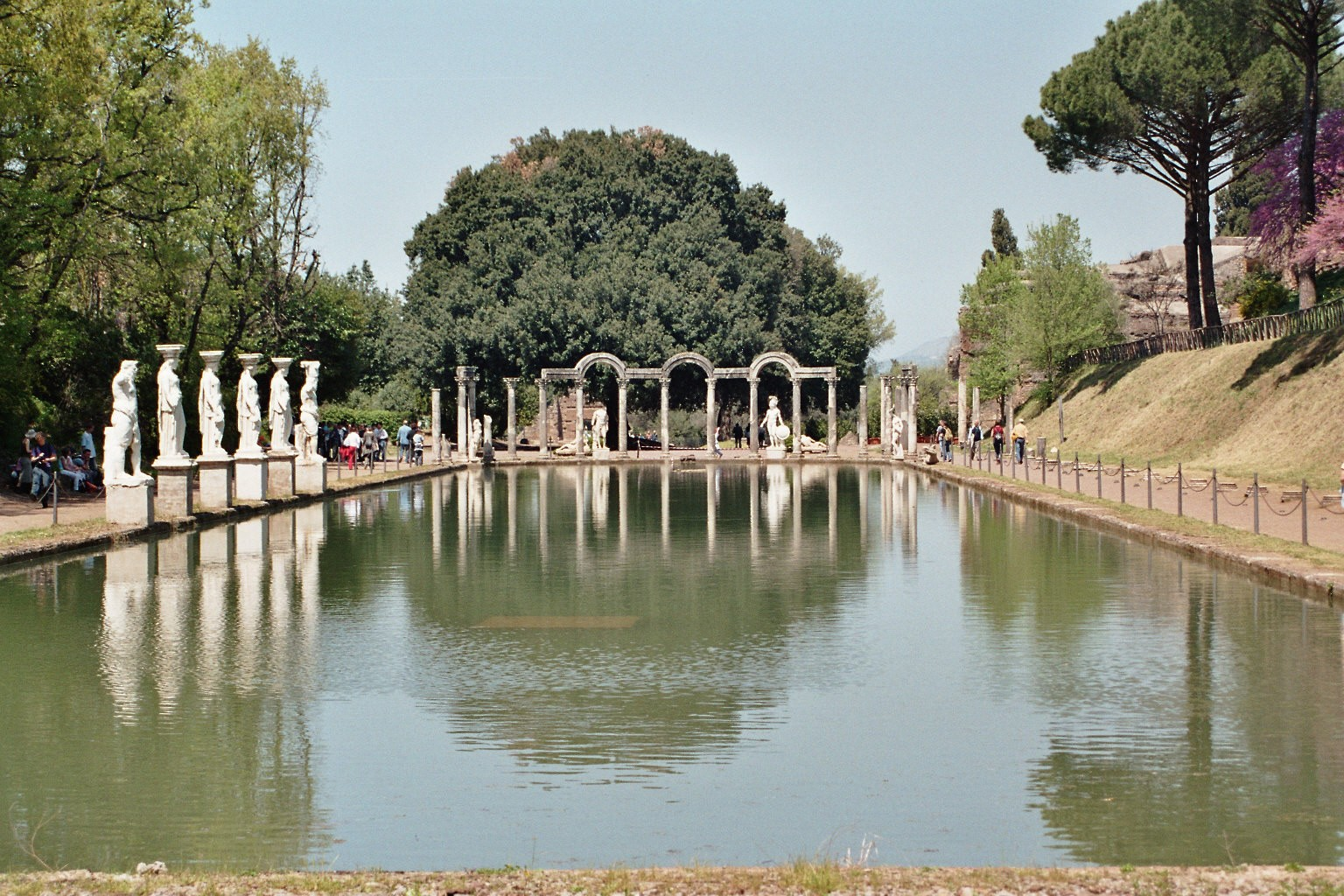
Villa Adriana medencéje
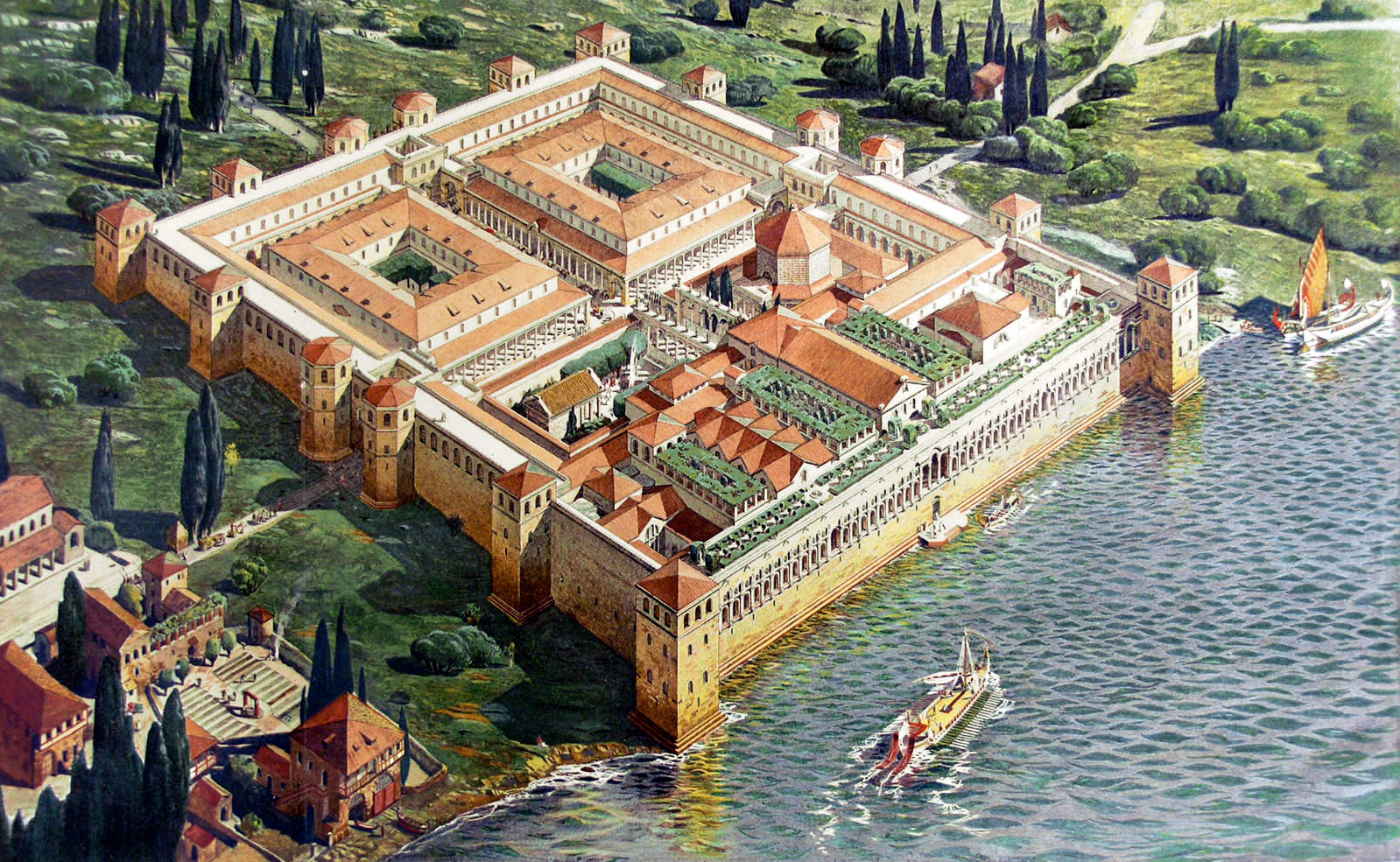
Diocletianus spliti palotájának rekonstrukciója

Az I. században, a Claudiusok és Flaviusok korában, épült Tiberius új palotája a Palatínuson, s 64-ben, Nero idején, égett le a köztársasági Róma túlnyomó része, hogy egy új, pompásabb fővárosnak adjon helyet. Nero művét a Flaviusok folytatták. Vespasianus megépítteti a Colosseumot, s a Forum Pacis-t a béke templomával. Titus befejezi az apja által megkezdett termákat az Esquilinus lejtőjén; ez utóbbiakon a keresztboltozatot már minden nehézség nélkül alkalmazzák.

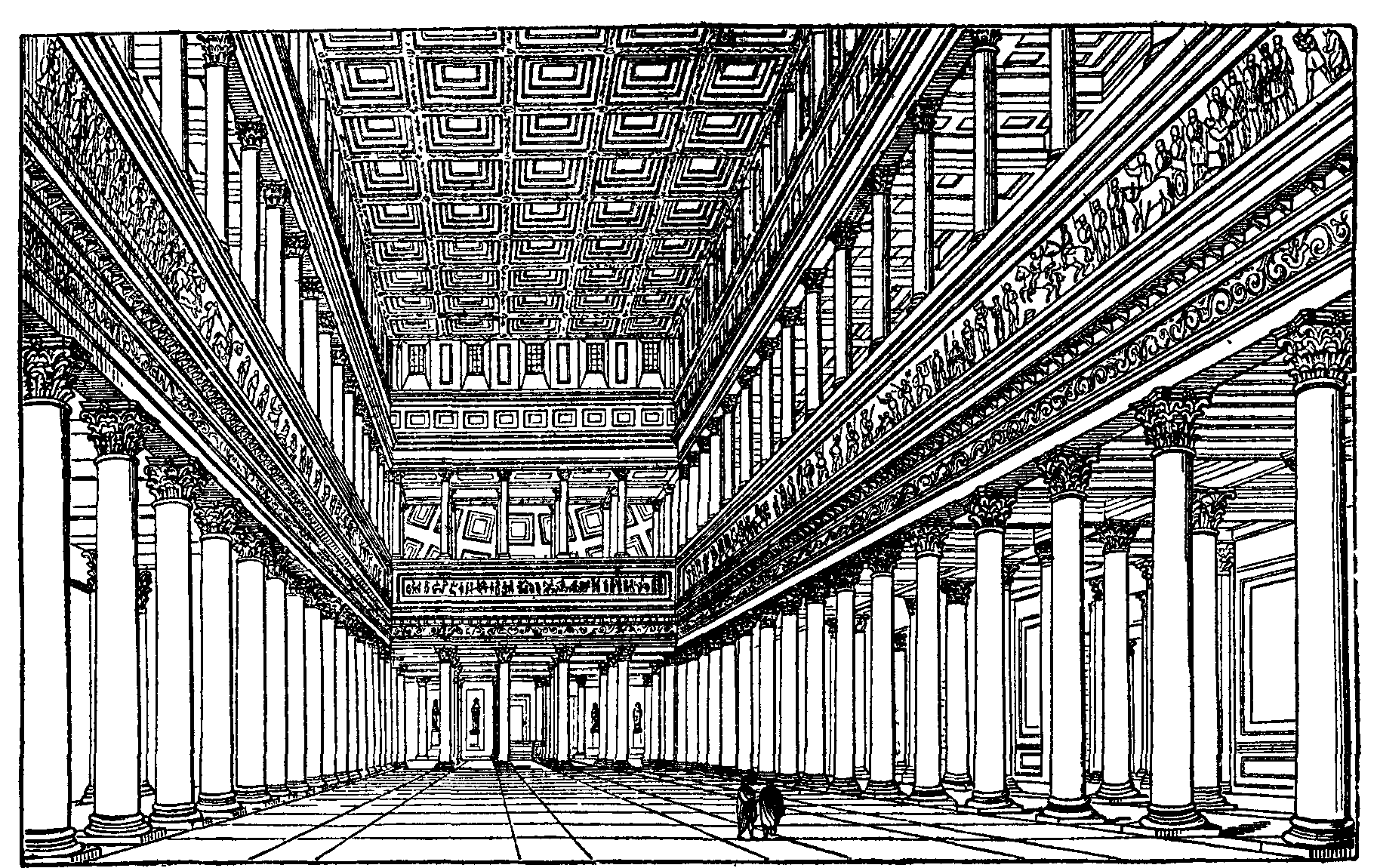
Az Ulpia (polgári) bazilika rekonstrukciós rajza, Róma, 2. sz. eleje

Domitianus negyedszer építteti fel a leégett capitóliumi templomot; az ő nevéhez fűződik a Flavius császárok palatinusi palotájának felépítése, a Titus-diadalív, egy nagyszabású császári villa Castel Gandolfo mellett, a hatalmas mars mezei Porticus Divorum (a mai Piazza Navona helyén), egy nagy stádium és több nagyszabású templom, így a Vespasianusé, amelynek fölöttébb gazdag koszorúpárkánya jellemző példája a kor pompaszerető, s erősen dekoratív kedvű építészetének. Konstruktív szempontból is nagy a haladás: a donga- és keresztboltozat használata lassanként általánossá lesz, de a kupolát még csak szórványosan alkalmazzák.
Traianus, a nagy hódító (98—117), különösen a katonai építészet terén alkotott maradandót. Nagy hadi útjai és hídjai a provinciákban, így az Aldunán is, a maguk korában a technikacsodái voltak s maradványaik még ma is imponálóak, ő emeltette a Mars XI1-tornak szentelt adamklissi-i Tropaeumot a Dobrudzsában, s megbízásából Apollodoros megépíti Rómában a nagyszerű Traianus-fórumot, a Basilica Ulpiával, a Traianus-oszloppal, s a császár óriásméretű bronz lovasszobrával. Ezt a fórumot a 20.században kiszabadították a későbbi korok ráépítéseiből.

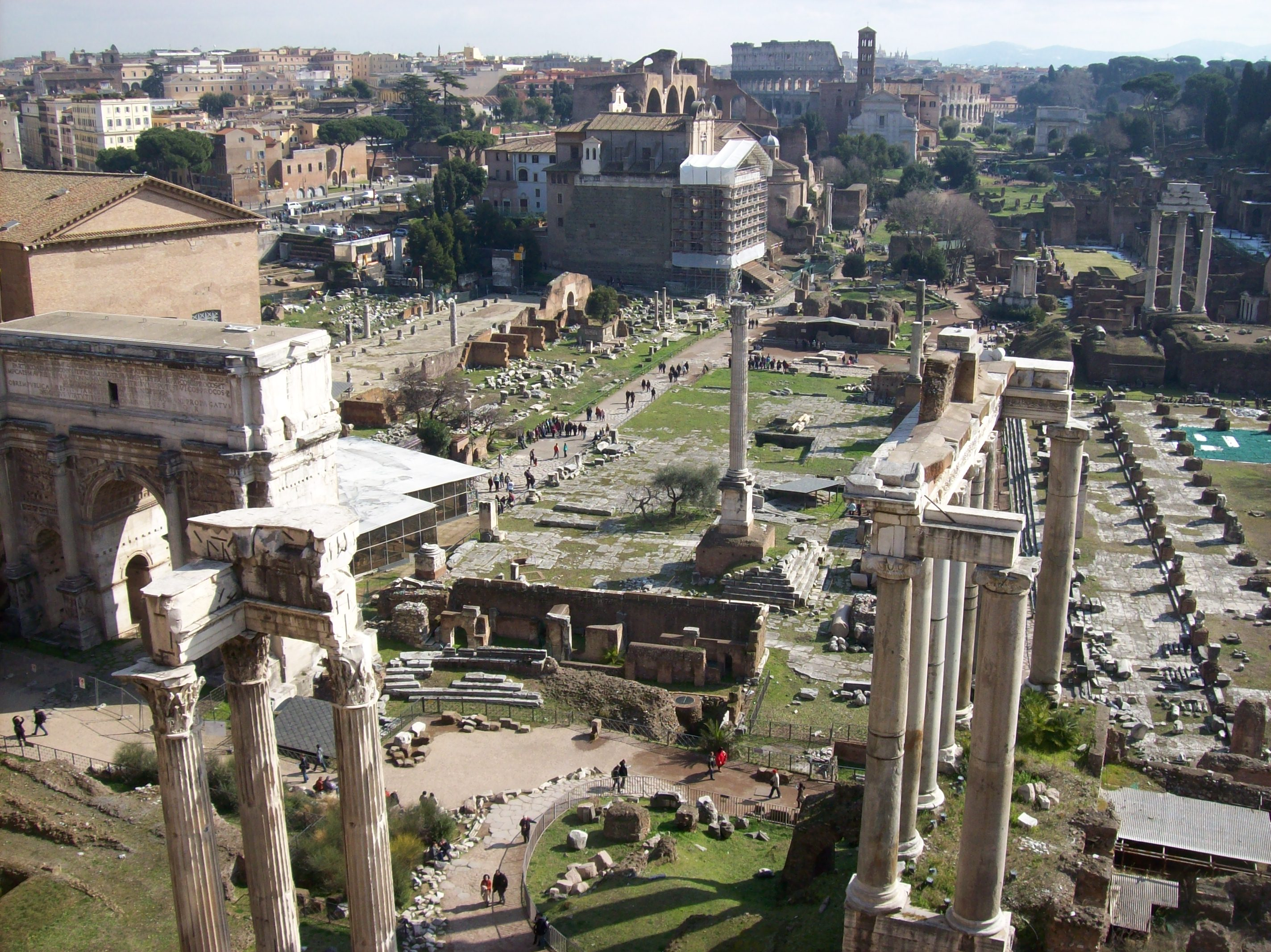
Forum Romanum
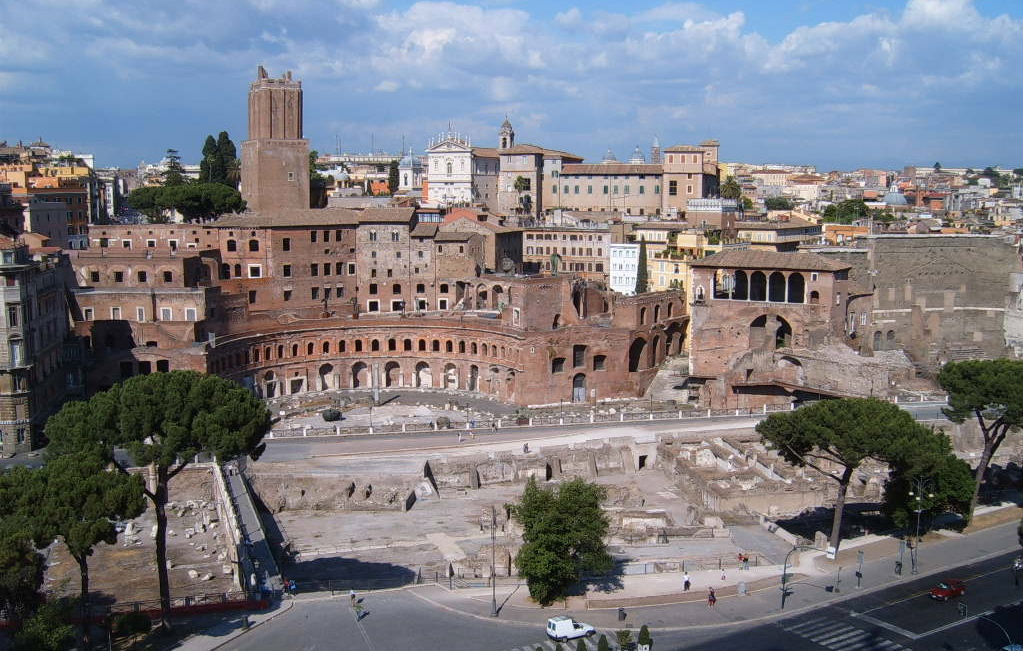
Traianus fóruma
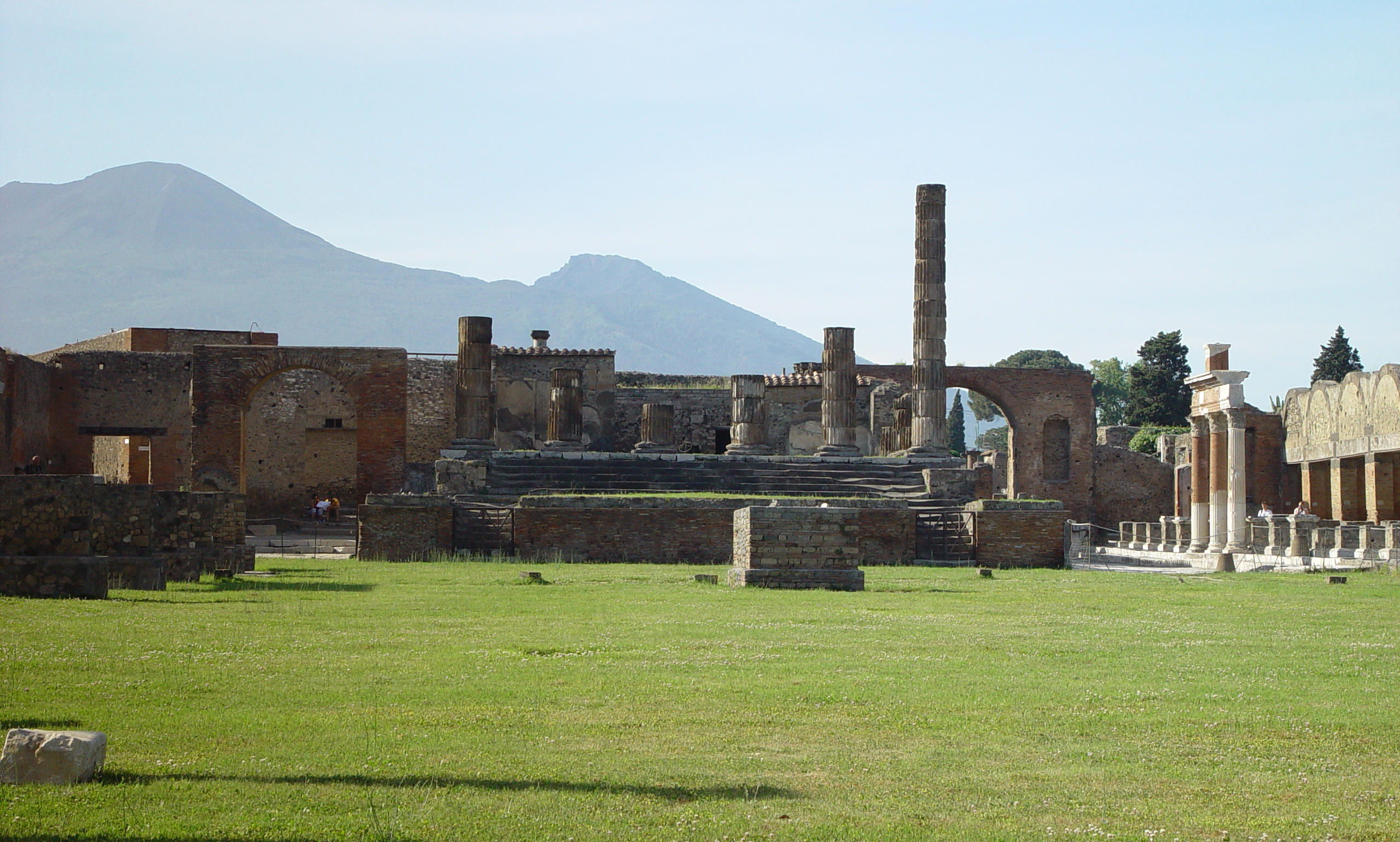
Pompeii fóruma

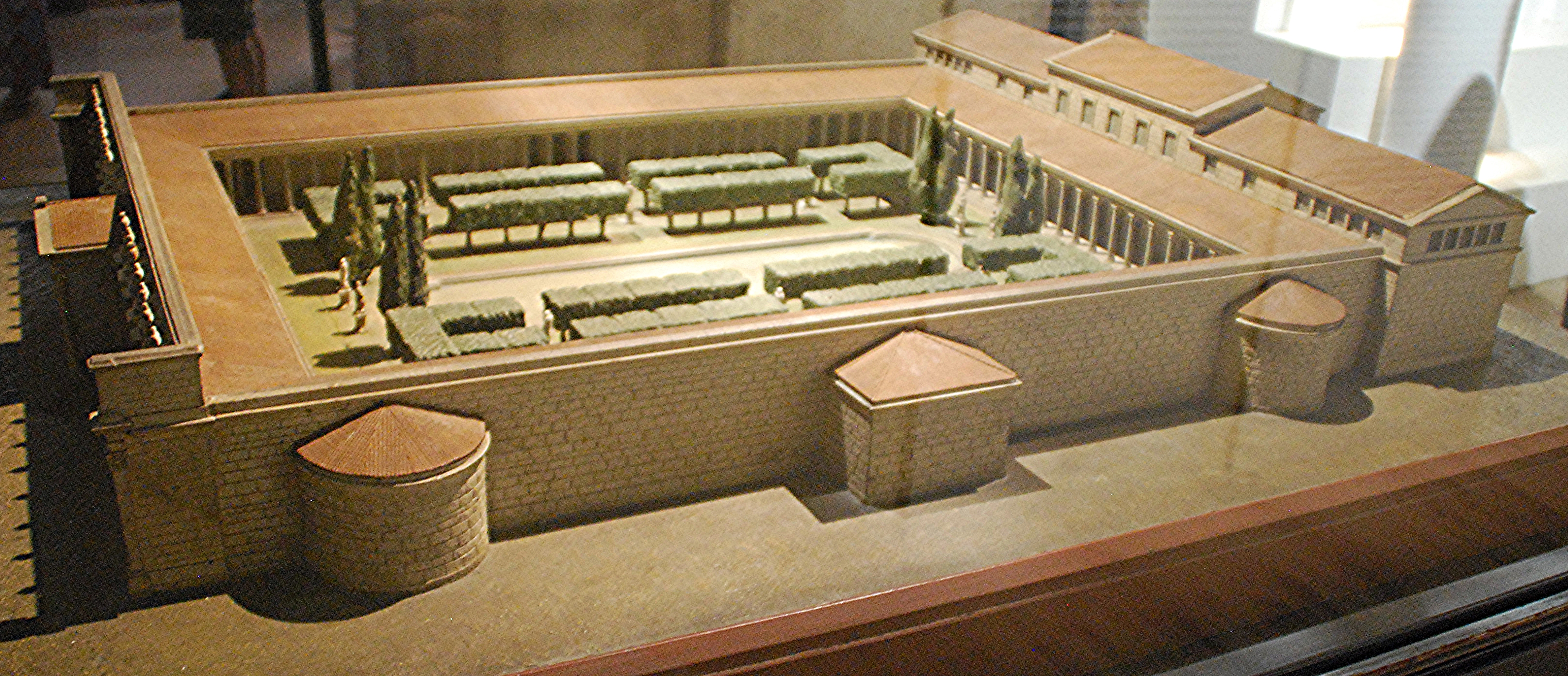
Hadrianus athéni könytárának makettje

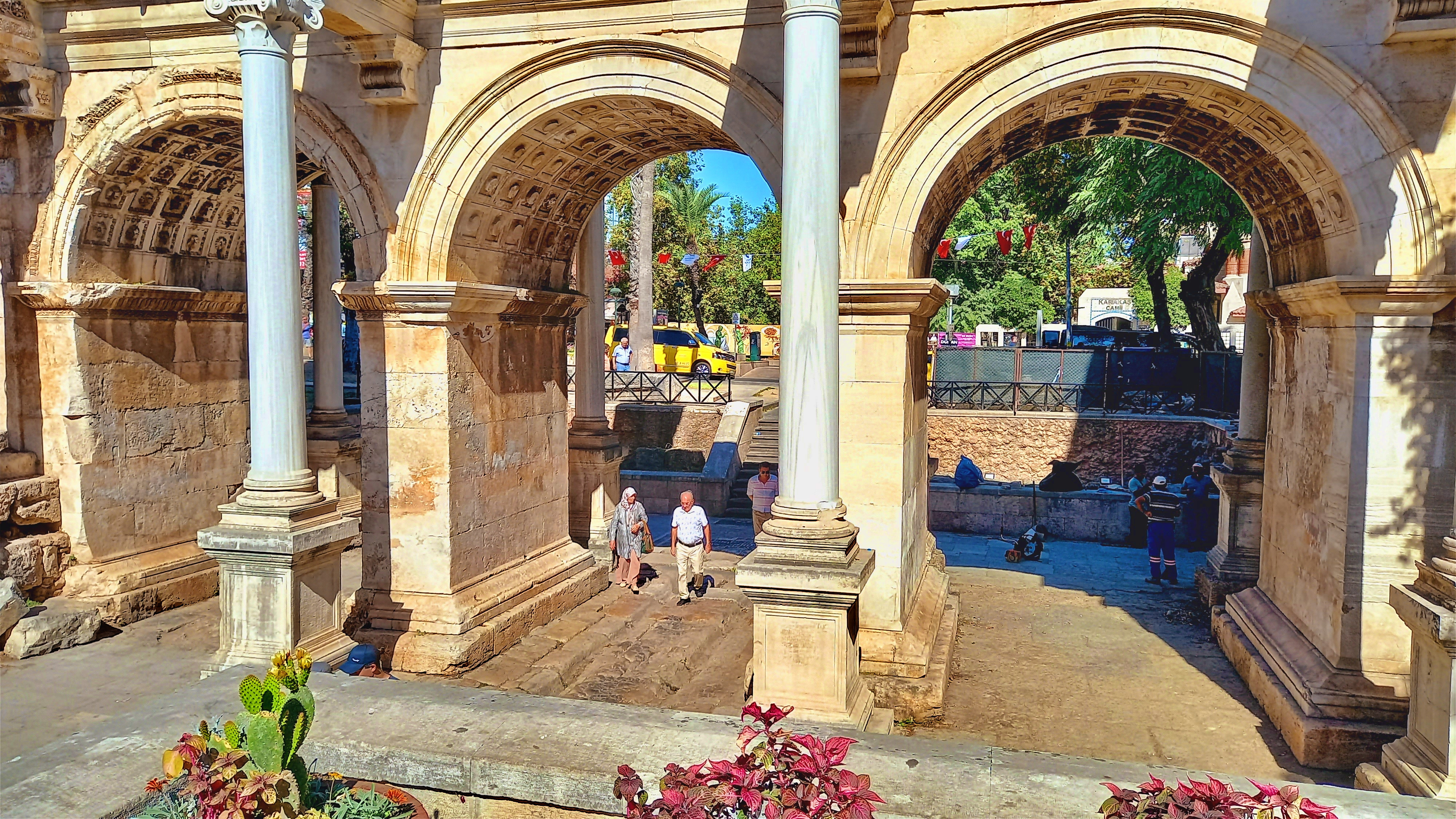
Hadrianus kapuja Antalyaban

Hadrianus korában (117—138) épül újra Agrippa híres Pantheonja, amelyet villámcsapás pusztított el. Ez az új Pantheon legnagyszerűbb példája a római kupolaépítészetnek, melynek addig csak csekély jelentősége volt. Hadrianus korában tehát már az összes római boltozatrendszerek, Róma építészetének e legfontosabb eredményei, teljesen ki voltak fejlődve. A boltozatok konstrukciója igen elmés és gazdaságos volt: téglabordák közöttiöntött masszával dolgoztak, ami boltozataik szerkesztését lényegesen megkönnyítette s megolcsóbbította.
Hadrianus maga tervezte Venus és Róma boltozatos kettős templomát s pompás és fantasztikus alaprajzú villát építtetett magának Tivoliban (→ Villa Adriana). Utolsó éveiből való a római Pons Aelius (Angyal-híd) , amely a császár mauzóleumához, a mai Angyalvárhoz vezetett. A fővároson kívül sokat dolgoztatott a provinciákban is. Befejezte az athéni Olympieiont  (Zeusz templomát) és Athénben egy egész új városrészt emeltetett, melyet a régi várossal az emeletes Hadrianus-kapu kötött össze. Egyéb provinciális művei közül az antalyai háromnyílású pompás városkapu, az epheszoszi templom, a pergamoni Trajaneum  és a jeruzsálemi Jupiter-templom voltak nevezetesek.

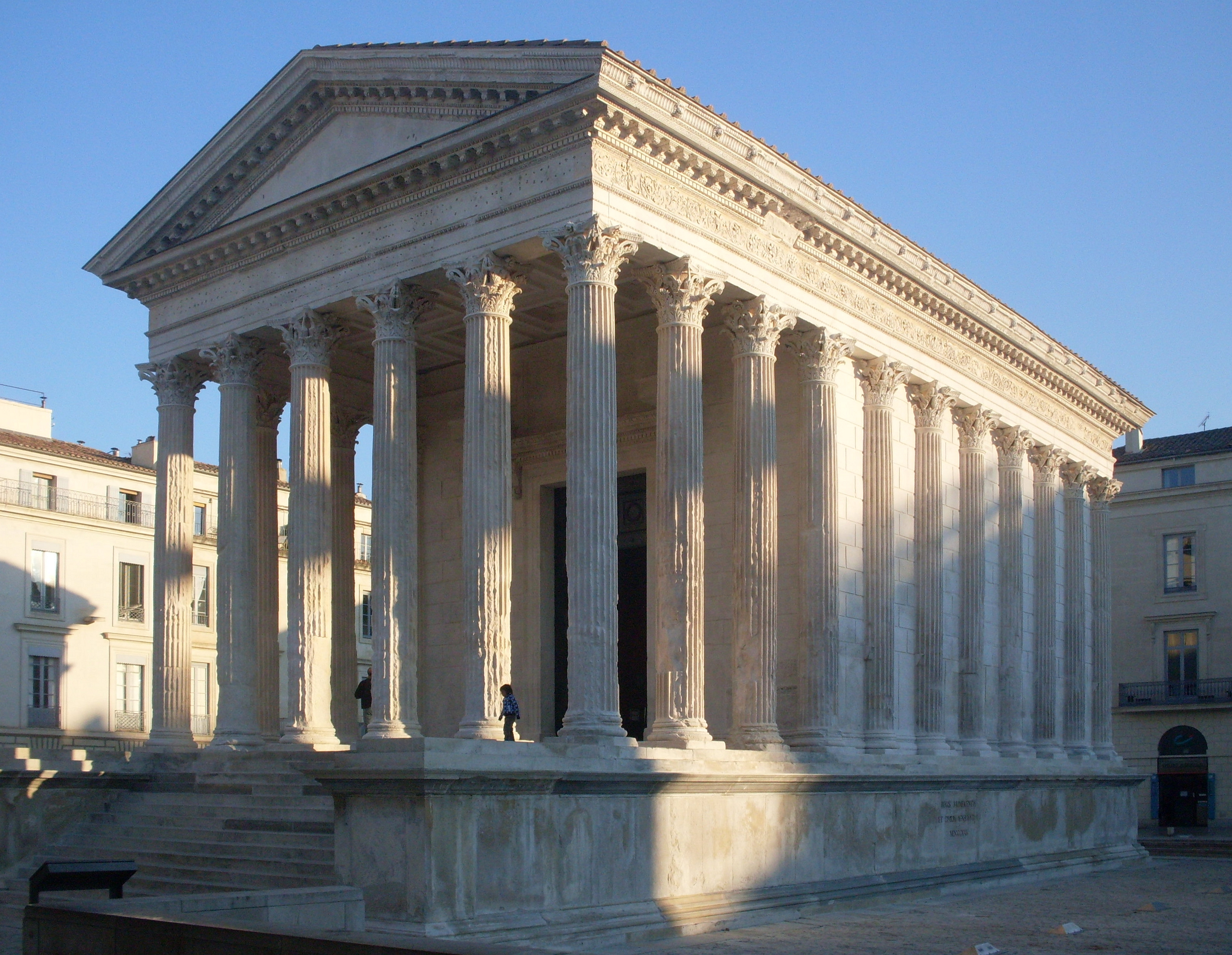
Maison carrée, Nîmes, templom az 1. század tipikus építészetével
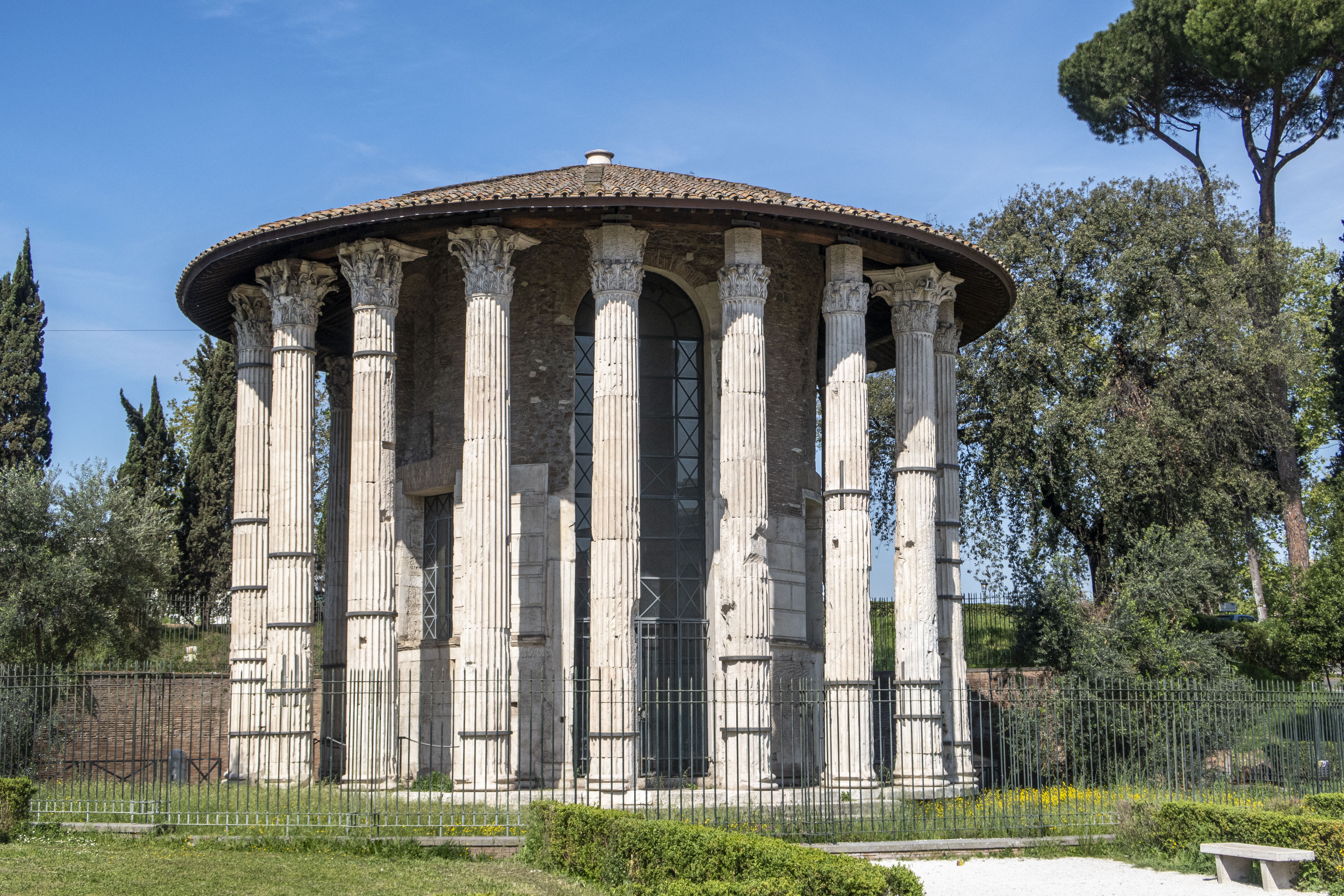
Hercules temploma, Róma.
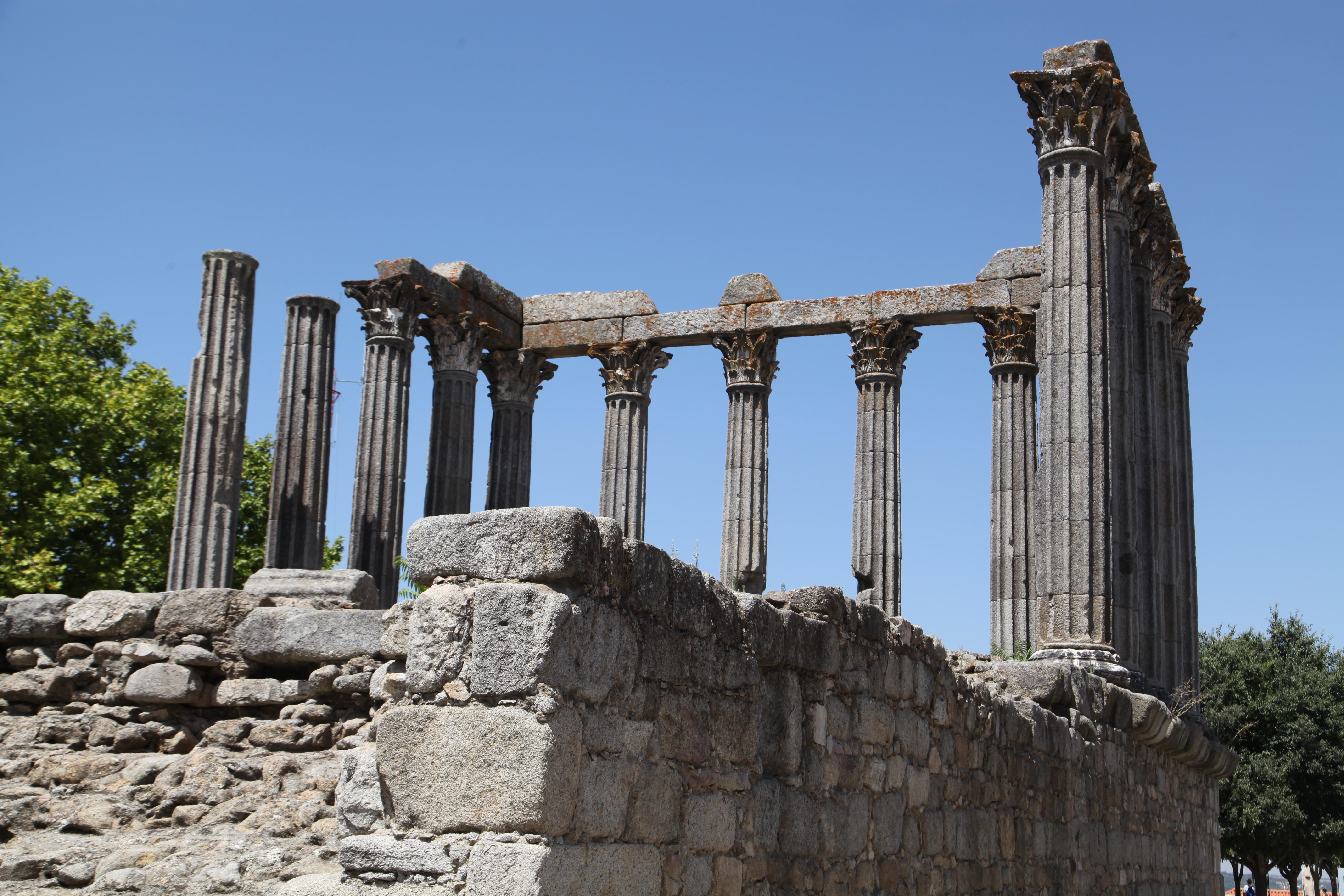
Évorai templom.

Az Antoninusok korában (138—192) erősen ellankad az építési kedv. A Hadrianus-templomon kívül, melynek maradványai a mai Piazza di Pietrán állnak, alig van e korszakból jelentősebb emlékünk. Inkább szobrászati szempontból nevezetes az egykori Antoninus-oszlop lábazata a Vatikánban, s Marcus Aurelius pompás oszlopa.
Septimius Severus (193—211) a Commodus alatt 191-ben leégett rómaivárosrészek nagy részét újjáépíttette.Az ő korából való a később elpusztított monumentális Septizonium, a ViaAppia dekoratív lezárására, valaminta császár két rómaidiadalíve, a nagyszabású háromkapus s a kisebb egynyílású. Fia, Caracalla építtette a Serapis-templomot s a nevéről elnevezettpazar belső kiképzésű thermákat. Aszázad további folyamán jelentékenyebb alkotás alig létesült. A provinciákban a II. és III. sz.-banelég élénk építési tevékenység folyt.

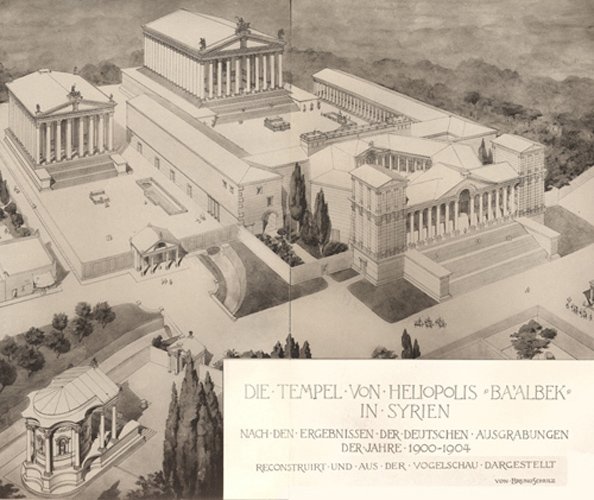
Heliopolis - Baalbek templomainak rekonstrukciója

Augusta Trevirorumban, a mai német Trierben megépül a híres Porta Nigra (260) s nagyszabású emlékeink maradtak e századból Tímgádban, az „afrikai Pompeii“-ben, Duggában és Tébessában, valamint a mai Tripolitánia területén, ahol a 20. századi olasz ásatások Oea (Tripolis), Sabratha és Leptis Magna nagyszabású maradványait tárták fel.
Erősen építkeztek Görögországban, Kis-Ázsiában és Germániában s erre az időre esik Aquincum fénykora is. A legnagyszerűbb alkotások a szíriai Baalbekben, az antik Héliopoliszban maradtak fenn: a kolosszális Jupiter-templom, a római világ legnagyobbja, egy kisebb templom s a „barokk“ kiskörtemplom, s alig maradnak el mögöttük Palmyra hatalmas romjai.
A késői római provinciális művészetnek talán legérdekesebb emlékei a nabateusok egykori birodalmában, Arabia Petrában fennmaradt pompás sziklasírhomlokzatok, elsősorban a petrai Khasnet-Firun, szinte barokkosan ható fantasztikus építészetével.
Diocletianus korában (284—305), majd I. Constantinus alatt (306—337) a római építészet utolsó fénykorát éli. Nagyszerű emlékei e korszaknak Diocletianus termái és spalatói palotája, továbbá Constantinus trieri palotája, végül Constantinus háromnyílású diadalíve és bazilikája, utóbbi a Pantheon és a Colosseum mellett a római építészet legimpozánsabb alkotása.
I. Constantinusszal véget ér a klasszikus Róma építészetének fejlődése, s azt a kereszténység hőskorának építőművészete váltja fel.

## Építőanyagok
A korai időkben sok római épület már kőtömbökből épült, ami lehetővé tette az épületek tartósabbá tételét. 

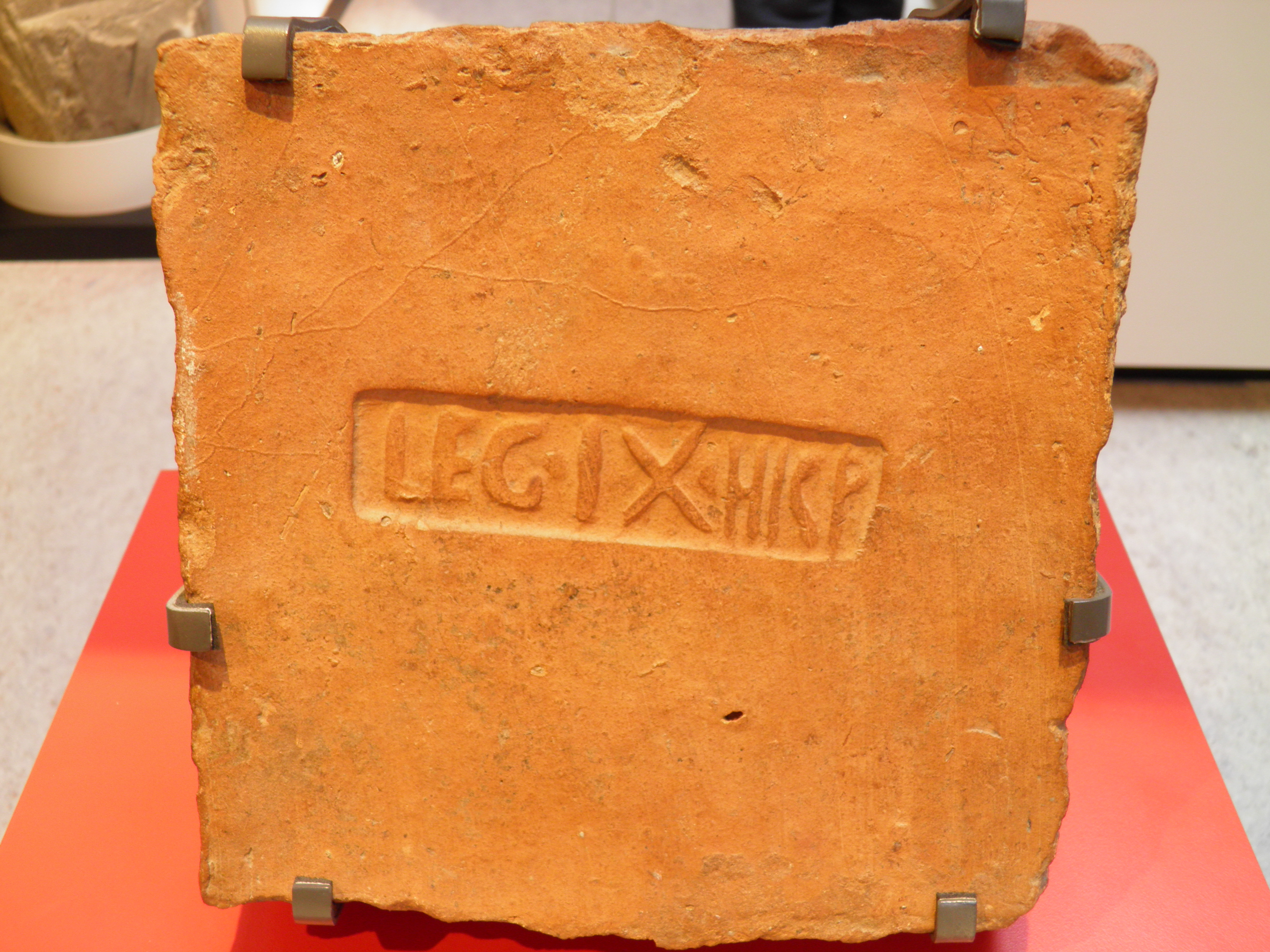
A IX Legio Hispana által gyártott tégla

Agyagból téglákat készítettek. A római tégla vékonyabb volt, mint a modern tégla, és nagyon változatos formákat ölthetett: négyzet, téglalap, háromszög vagy akár kör alakú volt. A rómaiak a köztársaság vége felé kezdték használni a téglát, és az 1. században tökéletesítették a téglagyártás technikáját. Használták köz- és magánépületek építésénél is. Az első teljesen téglából épült épületek Claudius uralkodása idején,  az 1. század közepe táján jelentek meg.
A római légiók, amelyek mozgatható kemencét szállítottak, meghonosították a római téglagyártás technikáját a Birodalom összes tartományában. A különböző provinciákban feltárt római téglák gyakran viselik a gyártásukat felügyelő légió jelét.
Vitruvius építészeti munkáiban részletesen foglalkozott a habarcskészítés technológiájával. 
Az ő munkájából tudjuk, hogy a habarcskészítésre külön tisztviselők ügyeltek. 
Ismerték az égetett mészből és téglalisztből vagy vulkáni tufa őrleményből készített, vízben is szilárdulni tudó kötőanyagot, amelyet cementumnak hívtak, ez volt a cement. Az ún. római betont  i. e. 150-től már széles körben használták; de egyes történészek úgy vélik, hogy egy évszázaddal korábban fejlesztették ki.
A római birodalom területén az amfiteátrumok, vízvezetékek, termák és más mérnöki szerkezetek, a római Pantheon kupolája stb. régóta hirdetik a római építmények időállóságát.

## Falazatok, dekoratív eszközök
| Latin név          | Leírás | Ábra |
| ------------------ | --- | ---- |
| Opus africanum     | a karthágói építészetben használt kváderkőfalazat egyik formája |      |
| Opus caementicium  | Falazat habarcsból (mész és vulkáni kőzet keveréke), kődarabokból és cementhez hasonló elemekből. A modern megfelelőjéhez hasonlóan a római beton is egy adalékanyaghoz hozzáadott hidraulikusan kötő anyagon alapult. |      |
| Opus incertum      | Különböző nagyságú és alakú, durván nagyolt terméskövekből épített és habarccsal kötött falazat |      |
| Opus gallicum      | Gerendasorokkal megszakított kváderköves fal; |      |
| Opus figuratum     | Geometrikus minta szerint rakott téglafal |      |
| Opus quadratum     | Kváderkövekből álló falazat; legtöbbször habarcs nélkül rakták fel. Vitruvius ismerteti a technikát.. |      |
| Opus spicatum      | Halszálka vagy búzakalász alakban rakott falazat. |      |
| Opus craticium     | Famerevítéses falépítési technika, amely a favázas szerkezethez hasonlít. |      |
| Opus latericium    | Teljesen nyers téglából készült, pontosabban Vitruvius idejében olyan megoldást jelzett, amelyeket nem égetett vályogtéglákból építettek.                                                                              |      |
| Opus mixtum        | Különböző építőipari eszközök kombinációja. |      |
| Opus siliceum      | Sokszögű szerkezet nagy, esetenként nagy méretű kőtömbök egymásra helyezése, habarcs használata nélkül. |      |
| Opus signinum      | A római beton egy formája, amely gondosan zúzott csempe- vagy tégladarabokból és finom mészhabarcsból áll. |      |
| Opus testaceum     | Égetett téglából készült megoldás. A nevet gyakran az opus latericium szinonimájaként használják, bár különbség van a nyerstégla (latericium) és az égetett tégla (testaceum) használata között.                       |      |
|                    | |      |
| Opus incertum      | Kisméretű, szabálytalan méretű és alakú apró kőtörmelékből készült falazat |      |
| Opus reticulatum   | A falazat kis négyzet alakú kövekből (kb. 15×15 cm) áll, amelyek elrendezése hálószerű mintát alkot. Ez volt a falépítés uralkodó formája a császári korszakban.                                                       |      |
| Opus vittatum      | A 4.sz. elején bevezetett építési technika, amely kis téglalap alakú kőtömbökből áll és a téglákat és a tufát váltakozó sorban helyezik el                                                                             |      |
| Dekoratív eszközök | |      |
| Opus Musivum       | Mozaiktechnika üvegpasztával. |      |
| Opus sectile       | Geometriai mintákat alkalmazó, gyakran vágott márványból készült padló. |      |
| Opus tessellatum   | Természetes kövekből nagyjából kocka alakúra tört szemekből kirakott mozaik, szabályos tesserák felhasználásával. |      |
| Opus vermiculatum  | A mozaikszemek közötti fugákat is megfestetik, a kígyózó szalag mintáját követő mozaik |      |

## Jelentősebb építmények
Rómában:
A Római Birodalom egykori területén:

### Megmaradt települések
- Pompeii
- Herculaneum

### Katonai építmények
- Castrum
- Antonin fal
- Hadrianus fala
- Limes Germanicus

## Fordítás
- Ez a szócikk részben vagy egészben  az   Architecture romaine című francia Wikipédia-szócikk fordításán alapul.  Az eredeti cikk szerkesztőit annak laptörténete sorolja fel. Ez a jelzés csupán a megfogalmazás eredetét és a szerzői jogokat jelzi, nem szolgál a cikkben szereplő információk forrásmegjelöléseként.